# Vereinbarkeit von Familie und Beruf in einzelnen Staaten
Unter Vereinbarkeit von Familie und Beruf versteht man die Möglichkeit Erwachsener im arbeitsfähigen Alter, sich zugleich Beruf und Karriere einerseits und dem Leben in der Familie und der Betreuung von Kindern und pflegebedürftigen Personen andererseits zu widmen, unter Berücksichtigung der Schwierigkeiten, die dabei auftreten können.
Politisch spielen volks- und betriebswirtschaftliche Aspekte eine wichtige Rolle. Eine bessere Vereinbarkeit von Familie und Beruf wird vielfach als Vorbedingung einer Geschlechtergleichstellung im Beruf und in der Kindererziehung angesehen. Im Zuge des demografischen Wandels, der durch eine längere Lebensdauer und geringe Geburtenraten geprägt ist, gilt eine Verbesserung der Vereinbarkeit als ein geeignetes politisches Mittel, um das Humankapital von Frauen zu nutzen und zugleich der Verringerung der Geburtenraten entgegenzuwirken. Zudem wird häufig ein Fachkräftemangel prognostiziert, wodurch der Ausbildung, Erwerbstätigkeit und Karriere beider Geschlechter eine wachsende Bedeutung zugewiesen wird. Bedingungen der Vereinbarkeit gelten zunehmend als harte Standortfaktoren für die Anwerbung von Arbeitskräften.

## Weltweite Abkommen
In Bezug auf die Familie und die Arbeit sind in der Allgemeinen Erklärung der Menschenrechte insbesondere der Schutz der Familie (Artikel 16), das Recht auf Arbeit (Artikel 23), auf Erholung und Freizeit (Artikel 24) und auf angemessenen Lebensstandard (Artikel 25) festgeschrieben.
Die Internationale Arbeitsorganisation (ILO) legte mit dem Übereinkommen 156, dem „Übereinkommen über die Chancengleichheit und die Gleichbehandlung männlicher und weiblicher Arbeitnehmer: Arbeitnehmer mit Familienpflichten“ Rahmenbedingungen für die Vereinbarkeit der Erwerbstätigkeit mit Familienpflichten für Kinder und andere unmittelbare Familienangehörige vor, insbesondere auch in:
Diesem ILO-Abkommen sind bislang 38 Länder beigetreten, darunter 19 europäische Staaten, nicht aber Deutschland.
Das Übereinkommen zur Beseitigung jeder Form von Diskriminierung der Frau (CEDAW), das bisher (Stand: Juli 2025) von 189 Staaten unterschrieben wurde, schreibt in Artikel 11 den Vertragsstaaten unter anderem vor, geeignete Maßnahmen zu treffen „zur Förderung der Bereitstellung der erforderlichen unterstützenden Sozialdienste, die es Eltern ermöglichen, ihre Familienpflichten mit ihren beruflichen Aufgaben und mit der Teilnahme am öffentlichen Leben zu vereinbaren, insbesondere durch Förderung der Errichtung und des Ausbaus eines Netzes von Einrichtungen zur Kinderbetreuung“.

## Europa

Staaten der Europäischen Union

### Europäische Union

#### Verankerung in der Charta der Grundrechte und der Europäischen Sozialcharta
Einzelne Aspekte der Vereinbarkeit von Familie und Beruf sind in Artikel 33 der Charta der Grundrechte der Europäischen Union (Artikel II-93 des Vertrags für eine Verfassung für Europa und des Vertrags von Lissabon) verankert:
(1) Der rechtliche, wirtschaftliche und soziale Schutz der Familie wird gewährleistet.
Mehrere der 31 Rechte und Grundsätze der Europäischen Sozialcharta in der Revision vom 3. Mai 1996 stehen zu Familie und Beruf in Bezug, insbesondere:
8. Arbeitnehmerinnen haben im Fall der Mutterschaft das Recht auf besonderen Schutz.
16. Die Familie als Grundeinheit der Gesellschaft hat das Recht auf angemessenen sozialen, gesetzlichen und wirtschaftlichen Schutz, der ihre volle Entfaltung zu sichern vermag.
Die Artikel, die diesen Rechten und Grundsätzen entsprechen, beinhalten Verpflichtungen der Vertragsparteien, so insbesondere Arbeitsunterbrechungen für stillende Mütter (in Artikel 8) und Maßnahmen in Zusammenhang mit dem beruflichen Wiedereinstieg, Kinderbetreuung, Elternurlaub und Kündigungsschutz (Artikel 27).

#### Richtlinien und Rahmenvereinbarungen
Ein prinzipiell nicht übertragbarer Elternurlaub von mindestens drei Monaten mit Recht auf Rückkehr an den früheren oder gegebenenfalls gleichwertigen Arbeitsplatz wurde bereits mit der Richtlinie 96/34/EG des Rates vom 3. Juni 1996 eingeführt (Großbritannien: 97/75/EG vom 15. Dezember 1997). Die Einführung des Elternurlaubs basierte auf einer zwischen den europäischen Sozialpartnern UNICE, CEEP und EGB geschlossenen Rahmenvereinbarung. Durch Richtlinie 2010/18/EU, die am 8. März 2010 an die Stelle der Richtlinie 96/34/EG trat, wurde der Mindestanspruch auf Elternurlaub von drei auf vier Monate erweitert sowie ein Schutz vor Diskriminierung und Maßnahmen zur Wiederaufnahme der Erwerbstätigkeit vorgesehen. Des Weiteren bestehen eine Richtlinie zur Teilzeitarbeit (97/81/EG) und eine Rahmenvereinbarung zur Telearbeit.

#### Schwerpunkte und Maßnahmen von 2000 bis 2020
Laut einer 2003 in den damaligen 15 EU-Mitgliedstaaten durchgeführten Eurobarometer-Erhebung sagten 84 % der Väter oder werdenden Väter, sie hätten keinen Elternurlaub genommen bzw. hätten dies nicht vor; dabei wurden vorwiegend finanzielle Erwägungen oder Furcht vor einer Beeinträchtigung ihrer Karrierechancen als Gründe genannt. Laut Mitteilung der Europäischen Gemeinschaften vom Oktober 2006 könnte, über den Elternurlaub und Urlaub aus familiären Gründen hinaus, „die Einführung eines Anspruch auf flexiblere Formen des Elternurlaubs – etwa eines Rechts, den Urlaub stundenweise zu nehmen – […] einen Anreiz für Väter darstellen, Elternurlaub zu nehmen, und außerdem die Gefahr der Beeinträchtigung der Karrierechancen von Frauen verringern, die Elternurlaub nehmen wollen“.
Die „Entschließung des Rates und der im Rat Vereinigten Minister für Beschäftigung und Sozialpolitik vom 29. Juni 2000 über eine ausgewogene Teilhabe von Frauen und Männern am Berufs- und Familienleben“ bezeichnet die Vereinbarkeit von Berufs- und Familienleben als „ein Recht von Frauen und Männern, einen Faktor zur Selbstverwirklichung im öffentlichen und gesellschaftlichen Leben sowie im Familien- und Privatleben, einen hohen gesellschaftlichen Wert und eine Verantwortung der Gesellschaft, der Mitgliedstaaten und der Europäischen Gemeinschaft“. Das europäische Parlament rief 2000 die Kommission auf, einen Vorschlag für die Überarbeitung der Mutterschutzrichtlinie 92/85/EWG vorzulegen und verfasste 2004 die „Entschließung des Europäischen Parlaments über die Vereinbarkeit von Berufs-, Familien- und Privatleben“.
Der Europäische Rat forderte im März 2002 bei seiner Zusammenkunft in Barcelona, die Mitgliedstaaten „sollten Hemmnisse beseitigen, die Frauen an einer Beteiligung am Erwerbsleben abhalten, und bestrebt sein, nach Maßgabe der Nachfrage nach Kinderbetreuungseinrichtungen und im Einklang mit den einzelstaatlichen Vorgaben für das Versorgungsangebot bis 2010 für mindestens 90 % der Kinder zwischen drei Jahren und dem Schulpflichtalter und für mindestens 33 % der Kinder unter drei Jahren Betreuungsplätze zur Verfügung zu stellen“. Diese Ziele wurden als die so genannten „Barcelona-Ziele“ bekannt.
Die Vereinbarkeit von Arbeits- und Privatleben ist ein explizites Ziel der Europäischen Beschäftigungsstrategie, Leitlinien 2005–2008
- eine bessere Vereinbarkeit von Arbeits- und Privatleben anstreben und zugängliche und erschwingliche Betreuungseinrichtungen für Kinder und sonstige betreuungsbedürftige Personen bereitstellen; […]

Im Fahrplan für die Gleichstellung von Frauen und Männern 2006–2010 hat die EU-Kommission im März 2006 die bessere Vereinbarkeit von Beruf, Privat- und Familienleben zu einem der Schwerpunkte für EU-Maßnahmen zur Gleichstellung für den
Zeitraum 2006–2010 erklärt. Die Kommission führt mit Arbeitnehmern und Arbeitgebern eine Konsultation zur Vereinbarkeit von Berufs-, Privat- und Familienleben durch, bei der unter anderem die Verfügbarkeit, Kosten und Qualität von Betreuungsangeboten für Kinder und Pflegebedürftige, Anreize für ein größeres zeitliches Engagement von Vätern bei der Kindererziehung sowie Möglichkeiten flexibler Arbeitsbedingungen thematisiert werden.
Die Europäische Kommission für Beschäftigung, soziale Angelegenheiten und Chancengleichheit stellte am 3. Oktober 2008 einen Vorschlag vor, der einen Anspruch auf längeren Mutterschaftsurlaub bei besseren Bedingungen vorsieht. Ein weiterer Vorschlag soll selbständigen Frauen die Möglichkeit eines Anspruch auf Mutterschaftsurlaub gewähren und denjenigen, die im Familienbetrieb mitarbeiten, den Zugang zur Sozialversicherung ermöglichen. Zugleich wurden eine Mitteilung der Kommission zur Verbesserung der Work-Life-Balance von Eltern und ein Bericht der Kommission zum Thema Kinderbetreuung, insbesondere bezüglich der bereits genannten „Barcelona-Ziele“, veröffentlicht.
Am 17. September 2008 nahmen die europäischen Sozialpartner Verhandlungen auf, um die bestehende Richtlinie 96/34/EG, die den Elternurlaub regelt, zu überarbeiten. Das Europäische Parlament forderte in seiner Entschließung vom 27. September 2007 die Mitgliedstaaten dazu auf, die Kosten von Mutterschutz und Elternzeit umzulegen, um sicherzustellen, dass Frauen nicht länger höhere Arbeitskosten verursachen als Männer. Die Europäische Kommission kam im Folgenabschätzungsbericht vom 8. Oktober 2008 zum Schluss, dass rechtlich verbindliche Maßnahmen auf Gemeinschaftsebene ein geeignetes Mittel wären, um eine bessere Vereinbarkeit zu ermöglichen. Sie verwies auf Verhandlungen der Sozialpartner über Elternurlaub und die Bestrebungen der Kommission zur Änderung der Mutterschutzrichtlinie.
Die im Jahr 2016 initiierte Europäische Säule sozialer Rechte umfasst auch Ziele für die Vereinbarkeit von Berufs- und Privatleben. In einer Mitteilung vom 26. April 2017 nannte die Europäische Kommission bezüglich der besseren Vereinbarkeit folgende vorrangige Handlungsbereiche:
1. Verbesserung der Gestaltung und der nach Geschlechtern ausgewogenen Inanspruchnahme von Urlauben aus familiären Gründen und von flexiblen Arbeitsregelungen,
2. Verbesserung der Qualität, der Bezahlbarkeit und der Verfügbarkeit von Kinderbetreuung und Langzeitpflege,
3. Maßnahmen gegen wirtschaftliche Negativanreize für Eltern und andere Betreuende oder Pflegende, einer Erwerbstätigkeit nachzugehen.

Am 24. Januar 2019 erzielten das Europäische Parlament und der Rat eine vorläufige Einigung über einen Vorschlag der Europäischen Kommission für eine neue Richtlinie zur Vereinbarkeit von Beruf und Privatleben für Eltern und pflegende Angehörige. Die Einigung umfasst europaweite Regelungen zu folgenden Bereichen:
- Vaterschaftsurlaub von mindestens 10 Tagen, in Höhe des Krankengeldes vergütet;
- zwei nicht übertragbare Monate des mindestens viermonatigen Elternurlaubs, wobei Eltern diesen auf Teilzeitbasis oder abschnittsweise bis zum 12. Lebensjahr (statt bisher bis zum 8. Lebensjahr) des Kindes nehmen können;
- Anspruch auf Arbeitsfreistellung für jährlich fünf Tage für die Pflege von schwerkranken oder hilfsbedürftigen Familienangehörigen;
- Stärkung der Rechte für berufstätige Eltern von Kindern bis 12 Jahre und für pflegende Angehörige bei der Beantragung flexibler Arbeitsregelungen (Teilzeit, Gleitzeit und Telearbeit).

Die Richtlinie wurde am 13. Juni 2019 vom Rat angenommen und am 12. Juli 2019 im Amtsblatt veröffentlicht. Sie trat zwanzig Tage nach ihrer Veröffentlichung, also am 2. August 2019 in Kraft und war bis zum 2. August 2022 in nationales Recht umzusetzen.

### Deutschland, Österreich, die Schweiz und Liechtenstein
Im Vergleich zu anderen EU-Ländern hatte in Deutschland, Österreich und der Schweiz die Hausfrauenehe zu Beginn der zweiten Hälfte des 20. Jahrhunderts einen besonders hohen Stellenwert. Aktuell dominiert in diesen drei Staaten ein Vereinbarkeitsmodell der männlichen Versorgehe mit beruflicher Auszeit der Mutter so lange die Kinder sehr klein sind und anschließender Teilzeitarbeit so lange sie als betreuungsbedürftig angesehen werden.
|                                            | Deutschland                | Österreich   | Schweiz | Liechtenstein |
| Mutterschutz                               | ja                         | ja           | ja      | ja            |
| Kündigungsschutz nach dem Mutterschutz     | 36 Monate(1)               | 24 Monate    | nein    | 3 Monate(4)   |
| Elterngeld (außer Kindergeld)              | 24(2) bzw. 12/14(3) Monate | 30/36 Monate | nein    | nein          |
| Rechtsanspruch auf einen Kindergartenplatz | ab 3 Jahre                 | nein         | teils   | ab 4 Jahre    |

      (1) Der Kündigungsschutz besteht nur, wenn Elternzeit in Anspruch genommen wird, dagegen haben junge Mütter, die nach dem Mutterschutz wieder arbeiten, keinen besonderen Kündigungsschutz

      (2) für bis 31. Dezember 2006 geborene Kinder    (3) für ab 1. Januar 2007 geborene Kinder

      (4) kann flexibel, auch stundenweise, genommen werden

#### Deutschland
Deutschland wies in den 200023-Jahren eine hohe Rate an Geldtransfers an Familien auf, jedoch geringe Anreize und Unterstützung für die Aufnahme einer Erwerbsarbeit durch den zweiten Elternteil. Bei über 50 % der Paare mit Kindern in Deutschland übten 2005 beide Partner eine Erwerbstätigkeit aus. Dabei lag die Erwerbsquote von Vätern (im Jahr 2003) weitgehend unabhängig von der Kinderzahl bei ungefähr 80–90 % und die von Müttern, bei insgesamt geringer Höhe von circa 60–70 %, ab einer Zahl von drei Kindern deutlich niedriger bei ungefähr 50 %. 2008 waren ein Drittel der Mütter mit Kindern unter drei Jahren und zwei Drittel der Mütter von Schulkindern erwerbstätig; umgekehrt waren verheiratete Väter im Vergleich zu ledigen oder geschiedenen Männern häufiger erwerbstätig. Im internationalen Vergleich gehört Deutschland zu den Ländern, in denen Geburt eines Kindes besonders nachteilig auf die Erwerbstätigkeit von Frauen auswirkt. Die Erwerbstätigkeit deutscher Mütter lag im Jahr 2002 deutlich höher als die ausländischer Mütter in Deutschland. Im internationalen Vergleich war jedoch in Deutschland die Erwerbsquote von Frauen, vor allem von hoch qualifizierten Müttern, auffällig niedrig.
Die Erwerbsarbeit in Deutschland war, und ist weiterhin, nach Qualifikation und Geschlecht polarisiert verteilt: Männer deutlich mehr Wochenstunden als Frauen. Zwischen der von Eltern gewünschten und der tatsächlich ausgeübten Erwerbstätigkeit wurden große Unterschiede festgestellt. Hervorgehoben wird auch ein Belastungspotenzial für Familien aufgrund einer zunehmenden räumlichen und zeitlichen Entgrenzung der Arbeit.
Im Gegensatz zu den Mitteln der Familienpolitik, die den rechtlichen Stand der Ehe (zum Beispiel durch Ehegattensplitting), das Aufziehen von Kindern (beispielsweise mit Kindergeld) oder die sekundäre Bildung (wie BAföG) der Kinder unterstützen, bezieht sich die Vereinbarkeit von Familie und Beruf auf Maßnahmen, die direkt mit einer beruflichen Tätigkeit von Eltern in Zusammenhang stehen. Eine dieser Maßnahmen ist das am 29. September 2006 vom Bundestag beschlossene Elterngeld, das laut Gesetzesbeschluss vom 3. November 2006 für alle ab dem 1. Januar 2007 geborenen Kinder das Erziehungsgeld ersetzt hat. Das Elterngeld gleicht bis zu 12 oder 14 Monate lang die durch Kleinkindbetreuung entstehenden Einkommensverluste teilweise aus. Nach Einführung des Elterngeldes stieg bis zum ersten Quartal 2008 der Anteil der Väter, die Elternzeit nahmen, von 3 % auf 18,5 %.
Kritiker wandten vor der Einführung des Elterngeldes ein, dass das Elterngeld nicht sozial gerecht sei, und dass es für berufstätige Eltern insofern keine Lösung darstelle, da im Anschluss an diese Zeit weiterhin nicht ausreichend Krippenplätze zur Verfügung stehen und somit die berufliche Kontinuität nicht gegeben sei. In einer Umfrage von McKinsey von 2002 nannten 80 % der westdeutschen nicht erwerbstätigen Mütter von Kindern im Vorschulalter fehlende Kinderbetreuungsmöglichkeiten als Grund, keiner Arbeit nachzugehen. In Deutschland wurde viele Monate vor Verabschiedung des Kinderförderungsgesetzes eine intensive politische Debatte um den Ausbau der Krippenplätze und um die Einführung eines Betreuungsgeldes geführt.
Andere Aspekte der Vereinbarkeit von Familie und Beruf, so etwa in Bezug auf die Arbeitszeitgestaltung, werden mehr der Arbeitsmarktpolitik zugerechnet als der Familienpolitik; hingegen gehört eine finanzielle Förderung von Haushaltshilfe und Kinderbetreuung – durch Subvention oder steuerliche Berücksichtigung als Sonderausgabe oder außergewöhnliche Belastung – zum Bereich der Finanzpolitik; die Förderung und Betreuung von Vorschul- und Schulkindern ist auch Bereich der Bildungspolitik.
Im Rahmen der Gesundheitspolitik wurde seit 2006 ein Pflegezeit-Modell diskutiert, das Arbeitnehmern einen Anspruch auf zeitlich befristete Arbeitsfreistellung oder Arbeitszeitreduktion für die Pflege von Angehörigen gewähren soll. Seit dem 1. Juli 2008 gilt mit dem Pflegezeitgesetz ein Anspruch auf sechsmonatige Freistellung.
Der 2001 im Auftrag des BMFSFJ erstellte „Bericht zur Berufs- und Einkommenssituation von Frauen und Männern“ stellte fest, es werde der „Rückzug vom Arbeitsmarkt bzw. der Verzicht auf einen (Wieder-)Einstieg […] unterstützt, und zwar umso mehr, je konsequenter er erfolgt“. Diese Negativanreize für die Erwerbstätigkeit von Ehefrauen seien durch mehrere Faktoren bedingt: das Ehegattensplitting mit unterschiedlicher Verteilung des Splittingvorteils auf die Ehepartner durch die Steuerklassenkombination III/V, die Regelungen für geringfügige Beschäftigungsverhältnisse sowie das System abgeleiteter Sozialleistungsansprüche (beitragsfreier Familienmitversicherung in der Gesetzlichen Kranken- und Pflegeversicherung und Hinterbliebenenrenten). Zudem sei es verteilungspolitisch problematisch, dass die Höhe von Lohnersatzleistungen wie etwa des Arbeitslosengeldes sich nach dem Nettogehalt richteten, die Beitragszahlungen aber nach dem Bruttogehalt.
Die Situation bezüglich der Vereinbarkeit unterscheidet sich Umfragen zufolge in verschiedenen beruflichen Tätigkeiten und wird in höheren beruflichen Positionen positiver bewertet: so erklärten 2009 in einer repräsentativen Bevölkerungsumfrage 35 Prozent der befragten leitenden Angestellten, ihr Arbeitgeber tue einiges, um Frauen den Wiedereinstieg zu erleichtern, wohingegen nur 18 % der Facharbeiter dies angaben. Vor allem Arbeiter nannten es in dieser Umfrage schwer, Familie und Beruf zu vereinbaren.

##### Kinderbetreuung und Schule

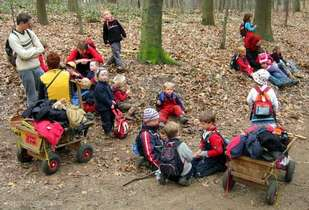
Alltag in einem Waldkindergarten

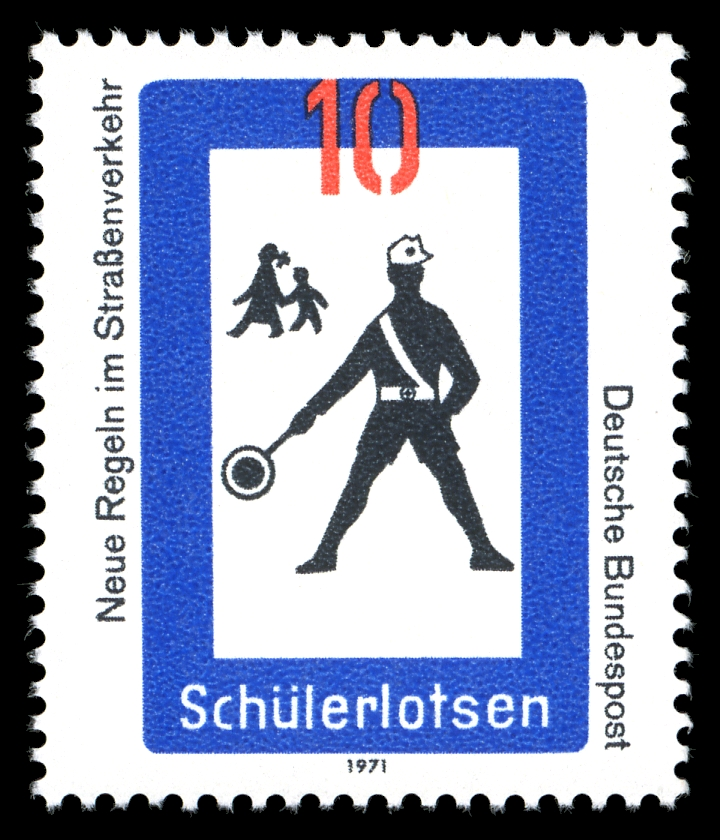
Schülerlotse (Briefmarke 1971)

In der Kinderbetreuung bestehen markante Unterschiede zwischen West und Ost. In den neuen Bundesländern besuchen Kinder berufstätiger Eltern in der Regel eine Krippe, einen Kindergarten und anschließend einen Schulhort, wobei diese drei Formen der Kindertagesbetreuung oft in einer ganztägig geöffneten Kindertagesstätte zusammengefasst sind. In Westdeutschland besteht kein solch homogenes staatliches Betreuungsangebot; so spielen informelle Netzwerke und private Betreuungsformen eine größere Rolle.
Die Schwierigkeiten arbeitssuchender Mütter kleiner Kinder charakterisierte Hanna-Renate Laurien 1988 folgendermaßen: „Beim Arbei[t]samt muß sie nachweisen, daß ihr Kind im Kindergarten oder in der Kindertagesstätte untergebracht ist. Dort wiederum bekommt sie den Platz aber erst, wenn sie schon eine Arbeitsstelle hat.“
Einen Rechtsanspruch auf einen Betreuungsplatz haben unter Dreijährige seit dem 1. August 2013 ab vollendetem ersten Lebensjahr; dies ist im Kinderförderungsgesetz geregelt. Ein Anspruch auf einen Kindergartenplatz besteht seit 1996 auf Basis des § 24 SGB VIII ab Vollendung des dritten Lebensjahrs bis zum Schuleintritt.
Bei Eintritt eines Kindes in die Schule stellen sich in Westdeutschland vielfach größere Probleme als während der Kindergartenzeit. Das Engagement der Eltern, etwa im Alltag von Betreuungseinrichtungen und Schulen sowie für die Hausaufgabenbetreuung, gilt oft als selbstverständlich. Die volle Halbtagsschule oder eine verlässliche Grundschule, welche zumindest für eine gewisse Stundenzahl am Tag die Betreuung der Schulkinder sicherstellen, wird nicht überall angeboten. Viele Eltern müssen sich daher auf unregelmäßige morgendliche Schulzeiten einstellen. Auch Angebote einer längeren täglichen Betreuung wie Mittagessen in der Schule und nachschulische Betreuung oder Plätze in Ganztagsschulen sind nur begrenzt vorhanden. Einige Betreuungsformen verlangen eine feste Teilnahme über die gesamte Woche, was den Bedürfnissen derjeniger Eltern widerspricht, die an weniger als fünf Wochentagen nachmittags arbeiten. Die verbleibende gemeinsame Zeit innerhalb der Familie kann durch Schulstress belastet sein. So seien bereits die ersten Jahre der Grundschule von der Selektion der Sekundärschule überschattet. Medien berichteten, dass vor allem in Familien aus der bürgerlichen Mitte Mütter, auch promovierte Akademikerinnen, ihren Beruf aufgeben oder zu Teilzeitarbeit übergehen, um ihre Kinder nachmittags beim Lernen zu coachen. Die Schwierigkeiten, die sich für berufstätige Eltern ergeben, steigen laut Ergebnissen einer Studie der TU Chemnitz nach dem Ende der Grundschulzeit aufgrund fehlender Ganztagsbetreuung oft nochmals an. Zudem sind „die entlastende Infrastruktur für Familien mit mehreren Kindergarten- und Schulkindern nicht voll entwickelt und aufeinander abgestimmt“. Bund und Länder einigten sich 2021 darauf, dass ab dem Schuljahr 2026/2027 bundesweit ein Rechtsanspruch auf Ganztagsbetreuung in der Grundschule bestehen soll.
Einer Studie der Konrad-Adenauer-Stiftung zufolge nehmen vor allem in der Mittelschicht Mütter tendenziell eine Hilfslehrer-Rolle ein, um Schulkinder bei der Bewältigung der Schule zu unterstützen, und zwar auch in der Sekundarstufe I. Dies festige das Rollenbild der Mutter als häuslich Verantwortlicher und des Vaters als Ernährers.
Die Schulferien der Kinder können Eltern vielfach nicht durch eigene freie Tage abdecken. Schüler haben in Deutschland 75 Werktage Ferien im Jahr (Hamburger Abkommen), Erwachsene hingegen bei einer 5-Tage-Woche Anspruch auf mindestens 20 bzw. in vielen Berufen und Branchen 30 Tage Jahresurlaub. Für einen Teil der Ferien greifen Eltern ggf. teils auf eigene Ansprüche aus ihren Arbeitszeitkonten, auf eine Ferienbetreuung – etwa Ferienkurse, Hort oder Ferienlager – oder eine Betreuung durch Großeltern oder andere Personen zurück.

##### Vereinbarkeit und Migration
Der Mikrozensus zählt zu den „Familien mit Migrationshintergrund“ alle in einem Haushalt lebenden Eltern-Kind-Gemeinschaften mit Kindern unter 18 Jahren, bei denen mindestens ein Elternteil eine ausländische Staatsangehörigkeit besitzt, die deutsche Staatsangehörigkeit durch Einbürgerung oder – wie im Fall der Spätaussiedler – durch einbürgerungsgleiche Maßnahmen erhielt, unabhängig davon, ob diese Personen zugewandert sind oder in Deutschland geboren wurden. Die Gesamtheit der Familien mit und ohne Migrationshintergrund unterscheiden sich in Deutschland in ihrem Erwerbsverhalten. So ist das männliche Alleinverdienermodell in Familien mit Migrationshintergrund weiter verbreitet als in Familien ohne Migrationshintergrund, in Familien ohne Migrationshintergrund ist das Zuverdienermodell mit männlicher Vollzeit und weiblicher Teilzeit weiter verbreitet ist als in Familien mit Migrationshintergrund:
Zudem werden Kinder aus Familien mit Migrationshintergrund erst später in externe Kinderbetreuung gegeben. Betont wird laut BMFSFJ in diesem Zusammenhang u. a. die Bedeutung von Maßnahmen wie: Unterstützung bei der Vereinbarkeit von Familie und Beruf, Ganztagsbetreuung, Anerkennung ausländischer Studien- und Berufsabschlüsse, Angebote an Deutschkursen mit Kinderbetreuung, verpflichtende Integrationskurse sowie Maßnahmen zur Förderung einer größeren geschlechtlichen Egalität der familiären Arbeitsteilung bei Menschen mit und ohne Migrationshintergrund.
Nach einer Studie von Prognos aus dem Jahr 2010 waren etwa zwei Drittel der Mütter mit Migrationshintergrund gut auf dem Arbeitsmarkt integriert, wohingegen ein Drittel aufgrund unterschiedlicher Risikofaktoren eine intensive Unterstützung benötigten.
Eine 2018 veröffentlichten Studie des Instituts für Arbeitsmarkt- und Berufsforschung (IAB) verglich Regionen in Deutschland, die einen vergleichsweise höheren Anteil von Zuwanderinnen an der Bevölkerung aufweisen, mit anderen Regionen dort. Es stellte sich heraus, dass deutsche Frauen in diesen Regionen eine signifikant höhere Wochenarbeitszeit haben, mit höherer Wahrscheinlichkeit ein Kind bekommen und weniger Zeit für die Haus- und Familienarbeit aufwenden. Der Effekt ist bei mittelqualifizierten Frauen am stärksten. Als Erklärung wird angeführt, dass zugewanderte Frauen häufig als Hilfe im Haushalt, in der Kinderbetreuung oder in der Altenpflege arbeiten, wobei sie aufgrund der Konkurrenz geringere Preise verlangen und dadurch andere Familien entlasten.

##### Geschichte
In der Weimarer Republik wurde zwar ein Wöchnerinnenurlaub eingeführt, doch beinhaltete die Familienpolitik vor allem Maßnahmen gegen eine Berufstätigkeit von Frauen. Beispielsweise bestimmte die Personalabbauverordnung vom 27. Oktober 1923 als Reaktion auf die durch die Inflation verursachten finanziellen Engpässe, dass nur unverheiratete Frauen im Staatsdienst tätig sein durften. Auch in der Zeit des Nationalsozialismus wurde einer Erwerbsbeteiligung von Frauen stark entgegengewirkt, was auch im Zusammenhang mit den damaligen Arbeitslosenzahlen zu sehen ist; diese Politik änderte sich, als die Umstellung auf die Kriegsproduktion ab 1936 zusätzliche Arbeitskräfte verlangte.

In der früheren DDR waren Männer und Frauen vor allem aufgrund ihrer Erwerbstätigkeit in die Gesellschaft integriert. Durch die Erwerbsbeteiligung der Frauen wurde – neben der Nutzung der Arbeitskraft – eine Geschlechtergleichstellung in der Gesellschaft angestrebt. Die Frauen- und Familienpolitik der DDR förderte eine auf Frauen ausgerichtete Vereinbarkeit von Familie und Beruf. Eine Nutzung von Kinderbetreuungseinrichtungen stand in der Regel lediglich den Müttern zu, nicht den Vätern. Betreuungseinrichtungen, die häufig direkt an den Betrieb angegliedert waren, bestanden zunächst in den 1950ern vorrangig für die Bereiche Landwirtschaft und Industrie; in den 1960ern wurden betriebliche Betreuungseinrichtungen vor allem in frauenspezifischen Bereichen der Textil- und Lebensmittelindustrie geschaffen. Die Politik befasste sich zunächst nicht mit der Pflichtenverteilung innerhalb der Familie; dies änderte sich 1965 mit der Einführung eines neuen Familiengesetzbuches sowie 1967 mit dem VII. Parteitag der SED. Es wurden, vor allem in den 1970er und 1980er Jahren seit dem VIII. Parteitag der SED vom 15. bis 19. Juni 1971, neben allgemeinen familienunterstützenden Maßnahmen ein Netz an Dienstleistungs- und Kinderbetreuungsangeboten realisiert. Das praktizierte Modell war die Vereinbarung von (Vollzeit-)Erwerbsarbeit und Familienaufgaben. Abgesehen von Ausnahmen für Erwerbstätige vor dem Ruhestand war Teilzeit unüblich, und sogar Frauen, die aufgrund familialer Verpflichtungen „verkürzt“ arbeiteten, hatten eine Wochenarbeitszeit von 40 Stunden. Kritiker führen an, die Änderung der Familienpolitik seien vor allem auf eine Funktionalisierung der Familie als Institution und Sozialisationsinstanz gerichtet gewesen. Auch wird angeführt, Haushalt und Erziehungsarbeit seien primär in der Zuständigkeit der Frau geblieben: geschlechtsspezifische Statistiken – die allerdings nur für 1974–1985 vorhanden seien – würden eine männliche Beteiligung an der Haus- und Familienarbeit in der Größenordnung von 25–30 % belegen. Zudem seien Vereinbarkeitsmaßnahmen als Privilegien von Frauen ausgelegt gewesen (so etwa ein ausgedehnter „Wochenurlaub“ und das „Babyjahr“ für Mütter), die in anspruchsvolleren Positionen zu einer Sonderbehandlung von Frauen Anlass gegeben habe, welche oftmals in ein berufliches Abseits mündete; die Sozialpolitik der DDR habe Frauen somit zwar eine Vereinbarkeit von Familie und Beruf, nicht aber eine Vereinbarkeit von Familie und Karriere gewährt. Die Rolle des Vaters sei, im Vergleich zu dem der Mutter, nicht in den Vordergrund gerückt worden; so habe die Gleichzeitigkeit von Mutterschaft und Beruf in der DDR lediglich eine neue Variante einer Polarisierung innerhalb der bestehenden Geschlechterordnung dargestellt.
In Westdeutschland überwog in den Nachkriegsjahren zunächst das Modell der Hausfrauenehe. Vom 1. Januar 1900 bis zum 1. Juli 1958 sah in § 1356 Abs. 1 BGBvor: „Die Frau ist, unbeschadet der Vorschriften des § 1354, berechtigt und verpflichtet, das gemeinschaftliche Hauswesen zu leiten.“ Bezeichnungen wie „weibliche Doppelverdiener“ und „Schlüsselkind“ wiesen auf ungern gesehene Abweichungen vom Frauen- und Familienleitbild. Das bundesdeutsche Gleichberechtigungsgesetz von 1958 änderte § 1356 BGB, das dann lautete: „Die Frau führt den Haushalt in eigener Verantwortung. Sie ist berechtigt, erwerbstätig zu sein, soweit dies mit ihren Pflichten in Ehe und Familie vereinbar ist.“, wobei die Bundesregierung während des Gesetzgebungsverfahrens erklärt hatte, eine Erwerbstätigkeit „aus Berufung“ sei mit diesen Pflichten vereinbar.
Es kam im Zug von Emanzipationsbestrebungen vor allem nach 1968 zu einem Wandel in der Einstellung von westdeutschen Frauen gegenüber der Erwerbsarbeit. In den 1970ern wurde in Westdeutschland darüber debattiert, ob Eltern bei ausreichendem Verdienst nicht in Teilzeit arbeiten und sich die Kinderbetreuung gleichberechtigt teilen könnten. Zugleich trug die Zunahme unehelicher Lebensgemeinschaften zu einer Verringerung der Rolle der traditionellen Familie bei. Mit der 1. Eherechtsreform wurde 1977 die in § 1356 BGB festgelegte Aufgabenteilung durch das für Ehegatten geltendes Gebot ersetzt „[b]ei der Wahl und Ausübung einer Erwerbstätigkeit […] auf die Belange des anderen Ehegatten und der Familie die gebotene Rücksicht zu nehmen“. Westdeutsche Gewerkschaften standen der Frauenerwerbstätigkeit distanziert gegenüber, aufgrund Befürchtungen von Einbußen des bislang erkämpften Besitzstandes durch Teilzeitarrangements. Urteile der Bundesverfassungsgerichts zur Steuergerechtigkeit (Steuersplitting I, II und III, vgl. auch: Ehegattensplitting, Alleinerziehendenentlastungsbetrag) beeinflussten maßgeblich die Gesetzgebung bezüglich der auf Familien anzuwendenden Besteuerung des Einkommens; auch Bestimmungen zur Sozialversicherung stehen in Zusammenhang mit relevanten Entscheidungen des Bundesverfassungsgerichts.
Seit den 1990er Jahren überwiegt in Deutschland ein Vereinbarkeitsmodell auf der Grundlage einer Teilzeitarbeit von Müttern. Die Frauenerwerbsquote, welche in einer an männlicher Erwerbstätigkeit orientierten Gesellschaft als ein Indikator für den Grad der Vereinbarkeit von Familie und Beruf angesehen wird, ist seit 1989 in Deutschland nahezu stetig angestiegen, liegt aber deutlich unter der Höhe der Frauenerwerbsquote der DDR kurz vor dem Mauerfall. Unterschiede in den Einstellungen zur Frauenerwerbstätigkeit und zu Rollenvorstellungen zwischen Ost- und Westdeutschland blieben auch nach der Wiedervereinigung bestehen.

##### Neuere Entwicklungen

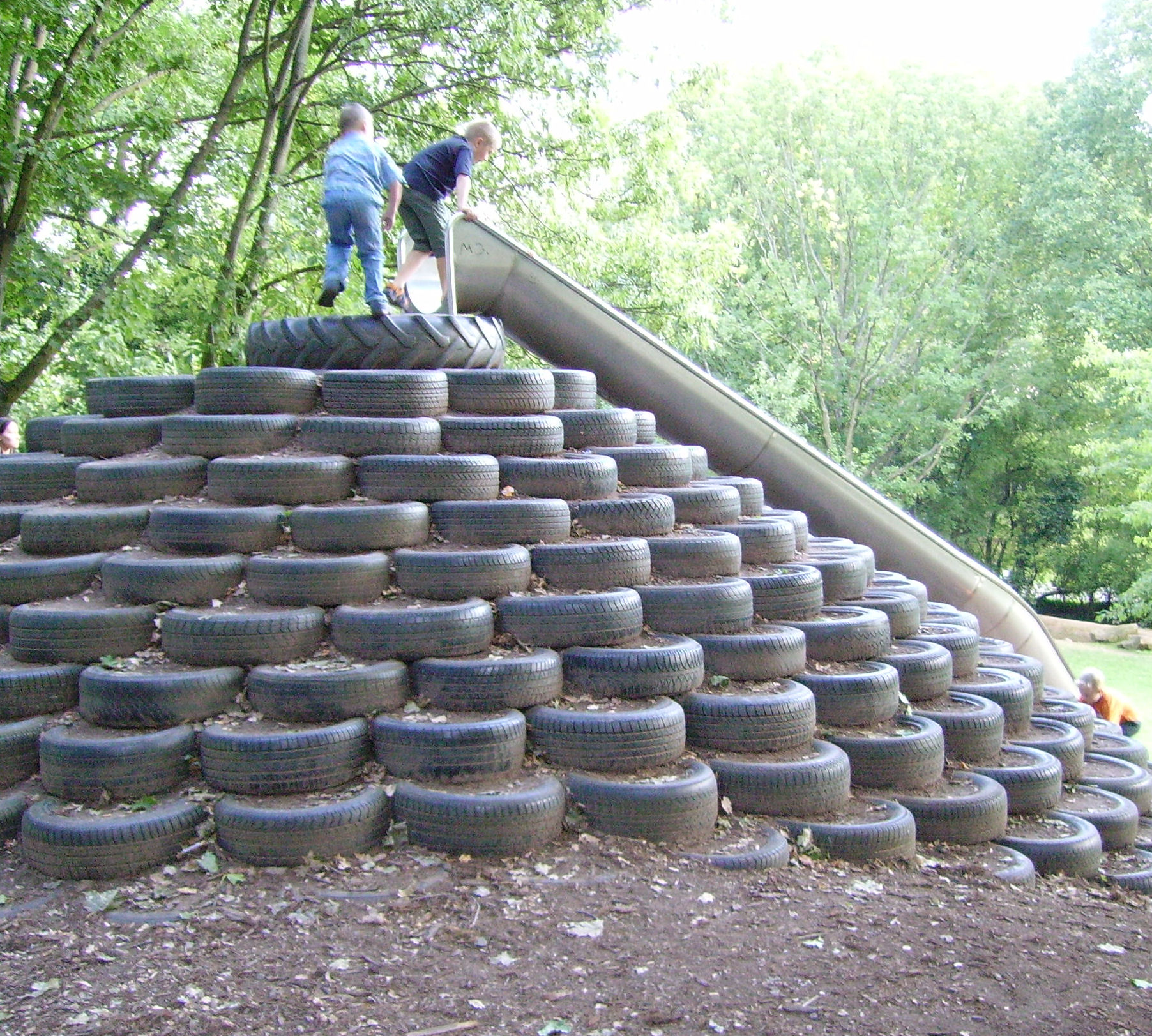
Kinderspielplatz in Deutschland

Bis Ende 2000 nahmen in Deutschland 1,5 % der Väter Elternurlaub; ihr Anteil stieg auf 5 %, nachdem die Änderung des Bundeserziehungsgeldgesetzes zum 1. Januar 2001 es Müttern und Vätern ermöglichte, den Elternurlaub parallel oder zeitversetzt gemeinsam zu nehmen.
In Deutschland wurde die Vereinbarkeit von Familie und Beruf vor allem aufgrund der Bevölkerungsentwicklung zum politischen Thema. So nannte Bundespräsident Horst Köhler am 23. Mai 2004 in seiner Ansprache nach seiner Wahl zum Bundespräsidenten im Zusammenhang mit der Bevölkerungsentwicklung in Deutschland drei zentrale Elemente einer familien- und kinderfreundlichen Gesellschaft: die Anerkennung von Elternarbeit, die Vereinbarkeit von Familie und Beruf sowie die Wertschätzung von Kindern.
Hohe Aufmerksamkeit der Medien erhielt eine Meldung des Statistischen Bundesamts von 2005, nach der 40 % der Akademikerinnen kinderlos blieben; diese Zahl ließ sich jedoch als Folge mangelnder Daten erklären. 2007 wurde durch das Mikrozensusgesetz geändert, um eine präzisere Datenerhebung zur Kinderzahl zu ermöglichen.
2005 und 2007 wurde von der Prognos AG in Zusammenarbeit mit dem Familienministerium und der Zeitung Die Zeit” jeweils ein Familienatlas herausgegeben, eine Klassifikation von Kreisen und Städten Deutschlands anhand von Familienfreundlichkeitsprofilen. Als Maßstäbe für eine Vereinbarkeit von Familie und Beruf wurden für 2005 insbesondere die Infrastruktur bezüglich Krippen, Kindergärten, Ganztagsbetreuung, familienfreundlichen Unternehmen und Flexibilität des Arbeitsmarkts bewertet; für 2007 wurden das Verhältnis der Erwerbsquoten von Männern und Frauen, der Anteil der betreuten unter dreijährigen Kinder und der Anteil der mehr als sieben Stunden betreuten 3- bis 6-jährigen Kinder genannt. Familienfreundlichkeit wird zunehmend als harter Standortfaktor angesehen und wird zudem mit der Abwanderung von Fachkräften (Talentabwanderung) in Verbindung gebracht. Sie rückt im Zusammenhang mit einem Fachkräftemangel in zunehmendem Maße, und vor allem in Ostdeutschland, in das Interesse der Wirtschaft.
2005 veröffentlichte die Deutsche Industrie- und Handelskammer 100 Vorschläge für mehr Wachstum in Deutschland, von denen die letzten fünf darauf zielten, die Vereinbarkeit von Beruf und Familie stärken:
- Kinder-Betreuungsquote vor allem in Westdeutschland erhöhen
- Öffnungszeiten der Betreuungseinrichtungen stärker an den Arbeitszeiten der Eltern orientieren
- Elternzeit verkürzen und einen finanziellen Ausgleich als Prozentsatz des letzten Nettoeinkommens zahlen
- Vollständige Abzugsfähigkeit von erwerbsbedingten Betreuungskosten für Kinder gewähren
- Initiative „Lokale Bündnisse für Familie“ voranbringen

Eine 2005 veröffentlichte Analyse des WSI stellte fest, dass Gewerkschaften und Arbeitgeberverbände die Möglichkeiten der Tarifpolitik zur Förderung der Vereinbarkeit von Familie und Beruf und zur Geschlechtergleichstellung bei weitem nicht ausschöpften. Zwar enthielten Tarifverträge vielfach konkrete Bestimmungen dazu, es sei aber die Aufnahme entsprechender Regelungen in mehr Tarifverträge und eine größere Rechtsverbindlichkeit erforderlich. Auf Basis der Reform des Betriebsverfassungsgesetzes von 2001 kann der betriebsrat durch seine Mitbestimmung auf vielfältige Weise eine familienfreundliche Arbeitszeitgestaltung bewirken, kann gegen Übertretungen von Vereinbarungen oder des Arbeitszeit- oder Arbeitsschutzgesetzes vorgehen und Mitarbeiter bei der Wahrnehmung ihrer Rechte unterstützen, etwa in Bezug auf Teilzeit und Elternzeit.

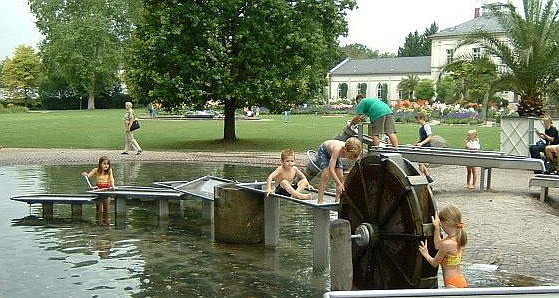
Wasserspielplatz in Deutschland

Die Vereinbarkeit von Familie und Beruf ist auch für die Gewerkschaften zu einem wichtigen Thema geworden. Der DGB propagiert mit dem Projekt „Vereinbarkeit von Familie und Beruf gestalten“ die Position „Familiengerechte Jobs statt jobgerechte Familien“; das Projekt zielt dabei vor allem auf eine bessere Information der Betriebsräte und die Verankerung des Themas in der Bildungsarbeit des DGB. Ein Schwerpunkt des DGB ist, dafür zu sorgen, dass Arbeitnehmer ihre Rechte wahrnehmen können. Die Hauptarbeit leisten hierbei die Betriebsräte, die bei Bedarf rechtlich und wissenschaftlich auf die Unterstützung der Gewerkschaft und ihren Forschungsinstituten zurückgreifen können. Der DGB erstellte 2007 erstmals den DGB-Index Gute Arbeit und unter anderem eine Sonderauswertungen der erhobenen Daten unter dem Gesichtspunkt der Vereinbarkeit von Familie und Beruf.
Die Thematik der elterlichen Entscheidungsfreiheit zwischen Eigen- und Fremdbetreuung und der einem betreuenden Elternteil zumutbaren Erwerbstätigkeit spielte bei dem Beschluss des Bundesverfassungsgerichts vom 28. Februar 2007 zur Unterhaltsdauer eine wichtige Rolle, sowie bei dem daraus folgenden Bemühen um eine Reform des Unterhaltgesetzes. Bereits 1998 hatte die Kindschaftsrechtsreform durch Einführung der Möglichkeit der gemeinsamen Sorge die Randbedingungen einer Erwerbstätigkeit getrennt lebender Mütter und Väter verändert. Eventuelle Auswirkungen der gemeinsamen Sorge auf Scheidungseltern und -kinder wurden zwischen 1998 und 2002 in einer unter Jugendämtern, Richtern und 7.600 geschiedenen Eltern durchgeführten Studie untersucht. Dabei wurde festgestellt, dass Mütter mit gemeinsamer elterlicher Sorge öfter berufstätig sind als Mütter mit alleiniger Sorge. Die finanzielle Situation vieler Scheidungseltern mit minderjährigen Kindern sei jedoch unabhängig von der Sorgeform extrem schwierig und belastend. Fehlende Betreuungsmöglichkeiten für Kinder, die schwierige Arbeitsmarktsituation und die Erwartungen der Arbeitswelt an Eltern würden die Aufnahme einer Erwerbstätigkeit sowohl für Mütter als auch für Väter erschweren. Im Dezember 2007 verschärfte die Unterhaltsreform mit der Änderung des Erziehungsunterhalts die Anforderung an geschiedene Eltern, ihren Lebensunterhalt selbst zu erwirtschaften.
Die zu beobachtende Verlängerung der Arbeitszeiten und Zunahme prekärer Beschäftigungsverhältnisse können das Familienleben berufstätiger Eltern belasten. An Hochschulen haben wissenschaftliche Mitarbeiter, die durch Zeitverträge beschäftigt sind, vergleichsweise ungünstige Bedingungen für eine Vereinbarkeit von Familie und Beruf; insbesondere gelten die gesetzlichen Regelungen für Mutterschutz und Elternzeit zwar für wissenschaftlich Mitarbeiter mit Haushaltsstellen, nicht aber für drittmittelbeschäftigte wissenschaftliche Mitarbeiter.
Pro Familia Landesverband Schleswig-Holstein wies in seinem Jahresbericht 2007 darauf hin, dass in den über 10.000 durchgeführten Beratungen mehr als 40 % der ratsuchenden Frauen bei der Entscheidung für eine Abtreibung „berufliche Gründe“ benannten, wobei dies die häufigste Angabe war. Dies sei „auch Ausdruck dafür, wie schwierig in Deutschland die Vereinbarkeit von Familie und Beruf ist“.
Eine OECD-Studie von 2008 stellte fest, dass in Deutschland die Abgabenlast vor allem für Alleinerziehende mit geringem Einkommen (zwei Kinder und 2/3 des Durchschnittslohns) sehr viel höher liege als in anderen OECD-Staaten und dass diese Tatsache, zusammen mit relativ hohen Finanztransfers bei Nichtarbeit, einen Negativanreiz für eine Arbeitsaufnahme sein könne.
Mit dem Bundeselterngeld- und Elternzeitgesetz vom 5. Dezember 2006, das die Elternzeit neu regelte und das Elterngeld einführte, sowie dem Kinderförderungsgesetz vom 10. Dezember 2008, das zum 1. August 2013 einen Rechtsanspruch auf Bereitstellung eines Betreuungsplatzes für alle ein- bis dreijährigen Kinder einführte, setzte der Gesetzgeber wesentliche Neuerungen für die Vereinbarkeit ein.
In der 2008 veröffentlichten 3. Bilanz zur Chancengleichheit von Frauen und Männern in der Privatwirtschaft heben die Bundesregierung und die Spitzenverbände der deutschen Wirtschaft hervor, dass zwischen 2003 und 2008 der größten Fortschritt in Richtung Chancengleichheit bei der Vereinbarkeit von Familie und Beruf zu verzeichnen gewesen sei: so seien insbesondere familienfreundliche Maßnahmen im Jahr 2008 in Unternehmen weit stärker verbreitet als fünf Jahre zuvor. Auch in der Bevölkerung hat der Wunsch nach Vereinbarkeit eine hohe Priorität: in einer vom Bundesfamilienministerium beauftragten repräsentativen Befragung des Instituts für Demoskopie Allensbach von 2008 äußerte eine große Mehrheit der Befragten den Wunsch nach einer Politik, die die Vereinbarkeit von Familie und Beruf fördert, vor allem durch ausreichende Plätze in Kindergarten und Kinderhort (74 %) sowie verstärkte Ganztagsbetreuung (65 %); bezüglich betrieblicher Maßnahmen werden vor allem der Bereich Kinderbetreuung (61 %) und flexible Arbeitszeiten (57 %) für notwendig erachtet.
Am 8. Februar 2011 unterzeichneten Bundesfamilienministerin Kristina Schröder und Vertreter aus Wirtschaft und Politik eine Charta für familienbewusste Arbeitszeiten. Die Süddeutsche Zeitung berichtete im Mai 2011 von einem Entwurf Konzept Fachkräftesicherung der Bundesregierung, der die Mobilisierung der stillen Reserve vorrangig vor einer Förderung von Zuwanderung hervorhebe; zugleich berichtete die Zeitung:

„Am stärksten baut die Regierung auf Mütter und Frauen, die bisher nicht oder nicht in Vollzeit arbeiten. Hier lägen “erhebliche, auch kurzfristig zu mobilisierende Potentiale”.“

Von mehreren Seiten, so durch das Bundesjugendkuratorium und mehrere Interessenverbände wie die im Bündnis Kindergrundsicherung vertretenen Verbände und der Sozialdienst katholischer Frauen, wird die Rolle einer Kombination aus sozialen Infrastrukturmaßnahmen und Änderungen der familienbezogenen Transferleistungen und Besteuerung für eine Verringerung der Kinder- und Familienarmut hervorgehoben.
Die DAK berichtete 2015, dass 2014 ein Fünftel der Tage zur Pflege eines kranken Kindes (Kinderkrankengeld-Tage) von Vätern genommen wurden, wohingegen es 2009 nur ein Zehntel waren.
2015 setzte das Bundesfamilienministerium den Beirat für Beirat für die Vereinbarkeit von Pflege und Beruf ein. Seine 21 Mitglieder vertreten fachlich betroffene Interessenverbände, Gewerkschaften, Arbeitgeber, Wohlfahrtsverbände, Seniorenorganisationen und soziale und private Pflege-Pflichtversicherung. Der Beirat, so das BMFSFJ, „beschäftigt sich unabhängig und ehrenamtlich mit Fragen zur Vereinbarkeit von Pflege und Beruf, begleitet die Umsetzung der einschlägigen gesetzlichen Regelungen und berät über deren Auswirkungen“. Am 20. Juni 2019 legte der Beirat seinen ersten Bericht vor; weitere Berichte sind alle vier Jahre vorgesehen.
Der Koalitionsvertrag für die 20. Legislaturperiode sieht vor, den elternzeitbedingten Kündigungsschutz um drei Monate nach Rückkehr in den Beruf zu verlängern, um den Wiedereinstieg abzusichern. Außerdem sollen die Kinderkrankentage pro Kind und Elternteil auf 15 Tage und für Alleinerziehende auf 30 Tage erhöht werden.

##### Kritik
Angesichts neuerer sozio-ökonomischer Entwicklungen wird von Seiten feministischer Kritik dargelegt, dass die Unterscheidung in adultworker-model und Doppelversorger-Modell im Sinne der Familienmodelle nach Pfau-Efinger die reale Lage der Familien nicht differenziert genug darstelle. Es wird eine Aufteilung in Familienmodelle nach Art ihrer ökonomischen Sicherung vorgestellt:
- ökonomisiertes Familienmodell zweier Ernährer, die mindestens über einen Durchschnittslohn verfügen und externe Unterstützung durch haushaltsnahe Dienstleisterinnen (meist weiblich, und oft Mini-Jobberinnen oder „illegalisierte Migrantinnen“) zurückgreifen, und die durch Maßnahmen wie das Elterngeld vorrangig gestützt würden;
- prekäres Familienmodell mit maximal einem in Vollzeit tätigen Normalbeschäftigten – der oft nicht in der Lage sei, eine Familie mit Kindern auf einem durchschnittlichen Lebensstandard zu ernähren – und bei mindestens einem in prekärem Arbeitsverhältnis beschäftigten Erwachsenen. Diese Familien seien gefährdet, in die Gruppe der Bezieher von Arbeitslosengeld II abzurutschen, und hätten eine unsichere Alterssicherung. Auch Alleinerziehende seien vielfach in dieser Gruppe. Es ergebe sich vor allem für die Frauen in dieser Gruppe eine Doppelbelastung;
- subsistenzorientiertes Familienmodell, bei dem die Familie als Bedarfsgemeinschaft zusammengefasst dem Arbeitslosengeld II unterworfen sei und kurzfristige Strategien zur Organisation von Grundbedürfnissen wie Ernährung, Kleidung oder Unterkunft im Vordergrund stünden und deren Mitglieder – mit Ausnahme eines Elternteils innerhalb dreier Jahre nach der Geburt – jegliche Arbeit annehmen müssen. Sie seien sozial ausgegrenzt, auch bezüglich ihrer Bildungschancen. Innerhalb dieser Gruppe würden vor allem Frauen Erziehungs- und Sorgetätigkeit ausüben.

Gemäß dieser Charakterisierung sei jedes dieser vorrangigen Familienmodelle vorwiegend auf eine Übernahme der Reproduktionsarbeit durch niedrig bezahlte Frauen aufgebaut. So schlügen sich neoliberale Klassenverhältnisse einer Trennung nach Klasse, Geschlecht und Ethnie nieder. Anstatt „eine möglichst kostengünstige Reproduktion der Arbeitskraft mit den damit verbundenen vergeschlechtlichten und ethnisierten Diskriminierungen voranzutreiben“ und damit die menschlichen Bedürfnisse „umfassend zu ökonomisieren“ müsse laut dieser Kritik vielmehr die Realisierung qualitativ hochwertiger Reproduktionstätigkeiten angestrebt werden. Die Befriedigung grundlegender menschlicher Bedürfnisse nach qualitativ hochwertiger Nahrung, Wohnung, Bildung und Gesundheit müsse Richtschnur politischen Handels sein, wobei jedes Kind und jede erwachsene Person die Chance erhalten müsse, die eigene Persönlichkeit umfassend zu entfalten. Insbesondere müsse gefördert werden: der Ausbau qualitativ hochwertiger Dienstleistungen im Sozial-, Gesundheits- und Bildungsbereich insbesondere im Bereich kostenloser Ganztagsschulen und professioneller Betreuung von Kindern und Pflegebedürftigen, eine allgemeine Arbeitszeitverkürzung auf 25 oder 30 Wochenstunden unter Ausschöpfung der Möglichkeiten für individuelle Zeit- und Ortssouveränität, eine Professionalisierung von Dienstleistungen im Haushalt durch Servicepools ein bedingungsloses Grundeinkommen oder eine grundlegende soziale Absicherung für Kinder und Erwerbslose.

##### Gesetze
- Das Gesetz zum Schutz der erwerbstätigen Mutter (Mutterschutzgesetz – MuSchG) vom 24. Januar 1952, zuletzt geändert am 23. Oktober 2012, gilt für als Angestellte beschäftigte Schwangere, Wöchnerinnen und Stillende.
- Mit der 1957 erfolgten Änderung des Familienrechts auf Basis des Gleichberechtigungsgesetzes, die am 1. Juli 1958 in Kraft trat, wurde das Recht des Ehemanns abgeschafft, ein von seiner Ehefrau eingegangenes Arbeitsverhältnis zu kündigen. Eine Berufstätigkeit der Ehefrau blieb jedoch abhängig von der Vereinbarkeit ihrer Pflichten:[D 89][D 90]

„Die Frau führt den Haushalt in eigener Verantwortung. Sie ist berechtigt, erwerbstätig zu sein, soweit dies mit ihren Pflichten in Ehe und Familie vereinbar ist.“

Außerdem gehörte die unentgeltliche Mitarbeit im Betrieb des Ehemannes zur Pflicht.
- Das Erste Gesetz zur Reform des Ehe- und Familienrechts (1. EheRG) vom 14. Juni 1976  ersetzte zum 1. Juli 1977 die gesetzliche Aufgabenteilung in der Ehe durch ein Partnerschaftsprinzip.
- Von 1979 bis 1985 hatten abhängig beschäftigte erwerbstätige Mütter einen Anspruch auf einen erweiterten Mutterschaftsurlaub und Mutterschaftsurlaubsgeld; diese wurden zum 1. Januar 1986 durch Erziehungsurlaub und Erziehungsgeld (Vorläufer von Elternzeit und Elterngeld) ersetzt.
- Das Gesetz zum Erziehungsgeld und zur Elternzeit (Bundeserziehungsgeldgesetz – BErzG), das zum 6. Dezember 1985 in Kraft trat, sah für 1986 einen als Zeitrahmen von zehn Monaten für Erziehungsgeld und Erziehungsurlaub vor, der in den folgenden Jahren auf 12 Monate (1988), 15 Monate (1989), 18 Monate (1990) erhöht wurde. 1992 wurde das Erziehungsgeld für nach dem 1. Januar 1992 geborene Kinder auf zwei Jahre ausgedehnt und der Erziehungsurlaub bis zur Vollendung des dritten Lebensjahres des Kindes verlängert.[D 91]
- Mit dem Hinterbliebenenrenten- und Erziehungszeiten-Gesetz (dem Gesetz zur Neuordnung der Hinterbliebenenrenten sowie zur Anerkennung von Kindererziehungszeiten in der gesetzlichen Rentenversicherung) wurde ab dem 1. Januar 1986 erstmals eine Kindererziehungszeit im Rentenrecht berücksichtigt.
- Mit dem Rentenreformgesetz 1992 wurden für Geburten ab 1992 die rentenbegründende und rentensteigernde Kindererziehungszeit pro Kind von einem auf drei Jahre erhöht und zusätzlich die Berücksichtigungszeit für Zeiten der Erziehung eines Kindes bis zu dessen 10. Lebensjahr (Kinderberücksichtigungszeit) und für Zeiten der nichterwerbsmäßigen Pflege von Angehörigen (Pflegeberücksichtigungszeiten) eingeführt. Letztere wurden zum 1. April 1995 in Zusammenhang mit der Einführung der Pflegeversicherung wieder abgeschafft.
- Das Zweite Gesetz zur Änderung des Fünften Buches Sozialgesetzbuch (SGB V),[D 92] in Kraft seit dem 1. Januar 1992 änderte bezüglich § 45 SGB V die Arbeitsbefreiung und Krankengeldzahlung bei Erkrankung eines Kindes. Die Altersgrenze wurde von 8 auf 12 Jahre angehoben und die Bezugsdauer von 5 auf 10 Tage pro Kind und Jahr verlängert, mit einer Obergrenze von 25 Tagen (Alleinerziehende: 20 Tage pro Kind und Jahr bis maximal 50 Tage). Ab dem 1. Juli 2001 entfiel die Altersgrenze bei behinderten Kindern.[D 93]
- Das Schwangeren- und Familienhilfegesetz vom 27. Juli 1992 gab eine Änderung des Kinder- und Jugendhilfegesetzes (§ 24 SGB VIII) vor, die Kindern ab drei Jahren ab dem 1. Januar 1996 einen Rechtsanspruch auf den halbtägigen Besuch eines Kindergartens gewährt. Diese Regelung sollte es Frauen erleichtern, eine ungewollt eingetretene Schwangerschaft auszutragen[D 94] und stand in Zusammenhang mit der Fristenregelung mit Beratungspflicht zum Schwangerschaftsabbruch[D 95]
- Das Gesetz zur Durchsetzung der Gleichberechtigung von Frauen und Männern (Zweites Gleichberechtigungsgesetz) vom 24. Juni 1994 sah unter anderem die Förderung von Vereinbarkeit von Familie und Beruf in Bundesverwaltungen und Gerichten des Bundes vor.
- Das Arbeitsschutzgesetz (ArbSchG) vom 7. August 1996 geht mit einem präventiven und ganzheitlichen Ansatz über die Pathogenese (Entstehung von Erkrankungen) hinaus und bezieht die Salutogenese (Entstehen von Gesundheit) und betriebliche Gesundheitsförderung in den Arbeitsschutz ein.[D 96] Die Rechtsprechung dazu setzt einen weiten Gesundheitsbegriff als Norm, der auch das psychische Wohlbefinden der Beschäftigten umfasst.[D 97]
- Das Kindschaftsrechtsreformgesetz änderte zum 1. Juli 1998 unter anderem die Bestimmungen zur elterlichen Sorge und erweiterte insbesondere die Besuchs- und Umgangsrechten nicht sorgeberechtigter Personen.
- Das Gesetz über Teilzeitarbeit und befristete Arbeitsverträge (Teilzeit- und Befristungsgesetz – TzBfG) vom 21. Dezember 2000, in Kraft seit dem 1. Januar 2001, zuletzt geändert am 24. Dezember 2003, bestimmt einen rechtlichen Rahmen für Teilzeitarbeit, auch zur Verhinderung von Diskriminierung oder Benachteiligung.
- Die am 1. Januar 2001 in Kraft getretene Änderung des Bundeserziehungsgeldgesetzes gewährte einen Rechtsanspruch auf Teilzeitarbeit zumindest in Betrieben ab 15 Beschäftigten, ermöglichte es Vätern und Müttern, gleichzeitig Elternurlaub zu nehmen, Elternurlaub und Erziehungsgeldanspruch mit einer Teilzeitbeschäftigung von bis zu 30 Stunden zu verbinden sowie ein Jahr des Elternurlaubs bis zum Ende des achten Lebensjahres des Kindes aufzuschieben.[D 31][D 98] Seit Änderung vom 1. Januar 2004 haben Vater und Mutter je einen Anspruch auf Elternzeit bis zur Vollendung des dritten Lebensjahres des Kindes, ohne Anrechnung der Elternzeit des Partners.[D 99] Das Bundeserziehungsgeldgesetz wurde zum 1. Januar 2007 zum Teil durch das Gesetz zum Elterngeld und zur Elternzeit ersetzt und trat am 31. Dezember 2008 zur Gänze außer Kraft.[D 100]
- Das Betriebsverfassungsgesetz (BetrVG) verpflichtet Arbeitnehmervertreter in Unternehmen mit einem Betriebsrat, die freie Entfaltung der Persönlichkeit der im Betrieb beschäftigten Arbeitnehmer zu schützen und zu fördern und auf die Einhaltung der Schutzrechte der Mitarbeiter zu achten. Seit der Reform des Betriebsverfassungsgesetzes vom 23. Juli 2001[D 101] gehört es nach § 80 Abs. 1 Nr. 2b BetrVG auch zu den Aufgaben des Betriebsrats, „die Vereinbarkeit von Familie und Erwerbstätigkeit zu fördern“; nach § 45 BetrVG können Betriebs- und Abteilungsversammlungen unter anderem Fragen der Förderung der Gleichstellung von Frauen und Männern und der Vereinbarkeit von Familie und Erwerbstätigkeit behandeln, die den Betrieb oder seine Arbeitnehmer unmittelbar betreffen.
- Das Bundesgleichstellungsgesetz, das zum 5. Dezember 2001 in Kraft trat, betraf die Gleichstellung von Frauen und Männern in den Dienststellen und Unternehmen des Bundes, darunter auch die Vereinbarkeit von Familie, Pflege und Berufstätigkeit für Frauen und Männer.
- Das Job-AQTIV-Gesetz erhöhte ab dem 1. Januar 2002 unter anderem den Zuschuss für Kinderbetreuungskosten für Arbeitslose während einer beruflichen Weiterbildung.[D 102]
- Das Gesetz zur Sicherung der Betreuung und Pflege schwerstkranker Kinder vom 26. Juli 2002, in Kraft seit dem 1. August 2002, hob für schwerstkranke Kinder, die nach ärztlichem Zeugnis nur noch eine Lebenserwartung von Wochen oder wenigen Monaten haben, die zeitliche Befristung des Kinderkrankengeldes auf.
- Das Gesetz zum qualitätsorientierten und bedarfsgerechten Ausbau der Tagesbetreuung für Kinder (Tagesbetreuungsausbaugesetz – TAG), in Kraft seit dem 1. Januar 2005, zielt auf den qualitätsorientierten und bedarfsgerechten Ausbau der Tagesbetreuung, insbesondere für Kinder unter drei Jahren, sowie den Ausbau der Kinder- und Jugendhilfe.
- Die Änderung des Berufsbildungsgesetzes (BBiG) wurde 2005 die Möglichkeit der Teilzeitberufsausbildung im Berufsbildungsgesetz verankert.[D 103] Dies ist seit dem 1. Januar 2020 in § 7a BBiG geregelt.[D 104]
- Mit dem Gesetz über den Ausgleich von Arbeitgeberaufwendungen (AAG) vom 22. Dezember 2005 wurde die Umlage von Kosten des Mutterschutzes neu geregelt.
- Das Gesetz zur steuerlichen Förderung von Wachstum und Beschäftigung vom 26. April 2006 (BGBl. I S. 1091) regelt, als Teil des Familienleistungsausgleichs, unter anderem die steuerliche Absetzbarkeit für Kinderbetreuungskosten und die Erweiterung der steuerlichen Absetzbarkeit für haushaltsnahe Dienstleistungen, insbesondere Handwerkerleistungen und Pflege- und Betreuungsleistungen für eine pflegebedürftige Person. (Für haushaltsnahe Beschäftigungsverhältnisse findet hingegen § 35a Abs. 1 EStG Anwendung.)
- Das Allgemeine Gleichbehandlungsgesetz (AGG) vom 14. August 2006 verbietet bestimmte Formen von Diskriminierung, so auch eine mittelbare Diskriminierung am Arbeitsplatz aufgrund des Geschlechts, zum Beispiel aus einem mit der Mutterschaft in Zusammenhang stehenden Grund.
- Das Gesetz zum Elterngeld und zur Elternzeit (Bundeselterngeld- und Elternzeitgesetz – BEEG) vom 29. September 2006 führt für Geburten ab dem 1. Januar 2007 das Elterngeld ein.
- Das Wissenschaftszeitvertragsgesetz vom 12. April 2007 sieht im Zusammenhang mit Kinderbetreuung und Pflege bestimmte Verlängerungen der Befristungshöchstdauer und/oder des Arbeitsvertrages des wissenschaftlichen und künstlerischen Personals im akademischen Mittelbau vor.
- Auf Basis des am 1. Juli 2008 in Kraft getretenen Pflegezeitgesetzes vom 28. Mai 2008 besteht unter bestimmten Bedingungen ein Anspruch auf eine 10-tägige bis sechsmonatige unvergütete Arbeitsfreistellung zur Pflege.
- Das Kinderförderungsgesetz (KiföG) vom 10. Dezember 2008 sieht einen weiteren Ausbau der Kinderbetreuung vor, ebenso wie eine monatliche Zahlung (zum Beispiel ein Betreuungsgeld) für Eltern, die ihre bis drei Jahre alten Kinder nicht in Tageseinrichtungen betreuen lassen wollen oder können.
- Die am 31. Dezember 2008 in Kraft getretene Neufassung des Bundesbeamtengesetzes verbessert die Vereinbarkeit von Familie und Beruf für Beamten und dient der Sicherstellung, dass keine Person wegen Schwangerschaft, Mutterschutz, Elternzeit oder Teilzeitbeschäftigung bei der Einstellung oder Beförderung benachteiligt wird.[D 105]
- Zum 1. Januar 2009 wurde § 8 SGB III zur Vereinbarkeit von Familie und Beruf neu gefasst. Er ersetzte die vorige Fassung des § 8 zur Frauenförderung.[D 106]
- Mit dem Gesetz zur Änderung von SGB VI von 2009 können Elternteile, die Anspruch auf Anrechnung von Kindererziehungszeiten haben, aber die allgemeine Wartezeit von 60 Monaten nicht erfüllt haben, die gesetzliche Regelaltersrente erlangen, indem sie mit Erreichen der Regelaltersgrenze auf Antrag so viele freiwillige Beiträge nachzahlen, wie zur Erfüllung der allgemeinen Wartezeit noch erforderlich sind.
- Das am 1. Januar 2012 in Kraft getretene Familienpflegezeitgesetz (FPflZG) gewährt unter bestimmten Umständen einen Anspruch auf eine zeitweise Arbeitszeitreduktion, wobei die Gehaltseinbußen über einen längeren Zeitraum gestreckt werden.
- Seit dem 1. August 2013 besteht nach § 24 SGB VIII ein Rechtsanspruch auf einen Betreuungsplatz für Kinder ab dem ersten bis zum dritten Lebensjahr.[D 107]
- Das Gesetz zur besseren Vereinbarkeit von Familie, Pflege und Beruf gewährt Arbeitnehmern seit dem 1. Januar 2015 ein Pflegeunterstützungsgeld für eine bis zu zehntägige Pflegezeit zur kurzfristigen Organisation einer akuten Pflegesituation, einen Rechtsanspruch auf Familienpflegezeit mit maximal 24-monatiger Arbeitsfreistellung zur Pflege eines nahen Angehörigen und ein zinsloses Darlehen für eine bis zu sechsmonatige teilweise oder vollständige Freistellung nach dem Pflegezeitgesetz oder dem Familienpflegezeitgesetz.
- Das Gesetz zur Einführung des Elterngeld Plus mit Partnerschaftsbonus und einer flexibleren Elternzeit im Bundeselterngeld- und Elternzeitgesetz änderte das Bundeselterngeld- und Elternzeitgesetz dahingehend, dass Eltern von ab dem 1. Juli 2015 geborenen Kindern, die in der Elternzeit in Teilzeit arbeiten, ein hälftiges Elterngeld für die doppelte Zeitdauer erhalten können (Elterngeld Plus) und dass denjenigen Elternpaaren, die gleichzeitig in Teilzeit arbeiten, ein Partnerschaftsbonus zusteht.
- Das Gesetz zur Weiterentwicklung des Teilzeitrechts – Einführung einer Brückenteilzeit führte zum 1. Januar 2019 ein bedingtes Recht auf eine zeitlich begrenzte Verringerung der Arbeitszeit (Brückenteilzeit) ein, für die keine Gründe angegeben werden müssen.
- Die Reform der Psychotherapeutenausbildung, die im September 2019 beschlossen wurde, sieht eine Härtefallregelung vor, bei der die Übergangsfrist zum Beenden der Psychotherapeutenausbildung im Fall der Kindererziehung oder der Pflege von Angehörigen von 12 Jahren auf 15 Jahre verlängert werden kann.[D 108]
- Das Gesetz zum Schutz der Bevölkerung bei einer epidemischen Lage von nationaler Tragweite, das während der COVID-19-Pandemie verabschiedet wurde, traf Vorkehrungen für erwerbstätige Sorgeberechtigte und ihre Familien: Mit den Änderungen zum Infektionsschutzgesetzes erhalten seit dem 30. März 2020 erwerbstätige Sorgeberechtigte von Kindern, die aufgrund behördlich angeordneter Kita- und Schulschließungen einen Verdienstausfall erleiden, bis zu sechs Wochen 67 Prozent davon (maximal 2016 Euro) als Entschädigung;[D 109] dieser Anspruch ist auf längstens sechs Wochen Dauer begrenzt. Das BMAS stelle klar, dass hierbei der Urlaub des Vorjahres eingesetzt werden muss, der des laufenden Jahres jedoch nicht, da er als nachrangig angesehen wird. Die Regelung war zunächst bis zum 31. Dezember 2020 befristet,[D 110] wurde aber weiter verlängert. Außerdem wurden Eltern mehr Tage Kinderkrankengeld zu nehmen, und diese Tage auch dann zu nehmen, wenn ein Kind wegen Schul- oder Kita-Schließung oder Aussetzung der Präsenzpflicht in der Schule zu Hause betreut werden muss.[4]
- Mit dem Gesetz zur Ergänzung und Änderung der Regelungen für die gleichberechtigte Teilhabe von Frauen an Führungspositionen in der Privatwirtschaft und im öffentlichen Dienst (Zweites Führungspositionengesetz, „FüPoG II“) die Forderungen der Initiative „Stay on Board“ nach einer gesetzlichen Regelung für eine vorübergehende „Auszeit“ von Mitgliedern eines Leitungsorgans aufgegriffen. Das Gesetz legt unter anderem fest, dass ein Vorstandsmitglied während einer Auszeit wegen Mutterschutz, Elternzeit, Pflege eines Familienangehörigen oder Krankheit vollständig von allen Rechten und Pflichten sowie dem Haftungsrisiko befreit ist.[5]
- Das Gesetz zur weiteren Umsetzung der europäischen Vereinbarkeitsrichtlinie in Deutschland (Vereinbarkeitsrichtlinienumsetzungsgesetz – VRUG) setzt mit Wirkung zum 24. Dezember 2022 die EU-Vereinbarkeitsrichtlinie um. Es bezieht auch Kleinbetriebe in Regelungen zur Pflegezeit und Familienpflegezeit aufgenommen und bestimmt die Antidiskriminierungsstelle des Bundes als Ansprechpartner für Diskriminierungen, die unter die Vereinbarkeitsrichtlinie fallen.[6]
- Das Gesetz zur Unterstützung und Entlastung in der Pflege (PUEG) vom 26. Mai 2023 sieht unter anderem eine „kurzzeitige Arbeitsverhinderung“ vor: Beschäftigte können bis zu zehn Tage von der Arbeit fernbleiben können, wenn dies erforderlich ist, um für einen pflegebedürftigen nahen Angehörigen in einer akut aufgetretenen Pflegesituation eine bedarfsgerechte Pflege zu organisieren oder eine pflegerische Versorgung in dieser Zeit sicherzustellen.[7]
- Ein Gesetzentwurf der Ampelkoalition für eine Familienstartzeit sieht eine zweiwöchige Freistellung des Partners oder der Partnerin der Mutter bei vollem Lohnausgleich vor.[8]

Das Bundesministerium für Familie, Senioren, Frauen und Jugend veröffentlicht Informationen unter anderem zu Gesetzen und Gesetzesentwürfen zum Thema Vereinbarkeit von Familie und Beruf.
(Zu Regelungen für bestimmte Berufsgruppen siehe: Vereinbarkeit von Familie und Dienst in der Bundeswehr sowie Vereinbarkeit von Familie und Beruf im Gesundheitswesen.)

#### Österreich
Ein Kinderbetreuungsgeld ersetzt in Österreich für alle ab 1. Januar 2002 geborenen Kinder das bis dahin geltende Karenzgeld, und im Bedarfsfall ist zusätzlich eine rückzahlbare Überbrückungshilfe möglich. Bis zu einer bestimmten Grenze kann ohne Leistungskürzungen hinzuverdient werden, wobei nur die Einkünfte des Elternteils, der das Kinderbetreuungsgeld erhält, berücksichtigt werden. Studien geben Anlass zur Vermutung, dass angesichts der Zuverdienstgrenze beim Kinderbetreuungsgeld und der im Durchschnitt höheren Gehälter von Männern wenig Anreiz für Väter bestehe, eine familienbedingte Auszeit zu nehmen, und dass sich für Mütter und Väter auch eine gut bezahlte Teilzeitarbeit finanziell nicht lohne. Die Möglichkeit, bis zur Zuverdienstgrenze anrechnungsfrei hinzuzuverdienen, soll unter anderem den Wieder- oder Neueinstieg von Eltern mit Kleinkindern in den Arbeitsmarkt erleichtern. Das Kinderbetreuungsgeld wird maximal 30 Monate gezahlt, oder aber 36 Monate sofern sich beide Eltern der Kinderbetreuung widmen; der Kündigungsschutz besteht allerdings nur bis vier Wochen nach Ablauf der Karenz; diese endet zum zweiten Geburtstag des Kindes. Nach Einführung des Kinderbetreuungsgeldes im Jahr 2002 sank der Anteil der Mütter, die bis zum Erreichen des Alters ihres Kindes von 30 Monaten in den Beruf zurückkehrten, von 54 auf 35 %. Für Kinder, die ab dem 1. Januar 2008 geboren sind, kann nun ein höheres Kinderbetreuungsgeld bei kürzerer Bezugsdauer gewählt werden, so dass die Dauer des Kündigungsschutzes nicht überschritten wird.
Ein Rechtsanspruch auf einen Kindergartenplatz besteht in Österreich nicht, ist aber in Diskussion. Eine 2006 veröffentlichte Studie der OECD spricht von Maternalismus im Sinne einer gesellschaftlich vorherrschenden Einstellung, „dass junge Kinder am besten in der Familie und im Besonderen durch die Mutter betreut werden sollten“. Die tägliche Schulzeit ist zumindest während der ersten vier
Schuljahre sehr kurz und es wird erwartet, dass Kinder zuhause zu Mittag essen und Hausaufgaben machen.
Ein Rechtsanspruch auf Teilzeitbeschäftigung (Elternteilzeit) bei gleichzeitigem Recht auf Rückkehr zur ursprünglichen Arbeitszeit besteht seit dem 1. Juli 2004 in Betrieben mit mehr als 20 Beschäftigten nach einer Beschäftigungsdauer von mindestens 3 Jahren für Eltern von Kindern bis zum vollendeten 7. Lebensjahr des Kindes, beziehungsweise bis zu seinem Schuleintritt, sofern dieser später ist. Dabei wird eine eventuelle Karenzzeit als Beschäftigungsdauer angerechnet. Auch eine Verlegung der Arbeitszeit kann verlangt werden, etwa eine Vier-Tage Woche bei gleicher Wochenstundenzahl. Der Kündigungsschutz für Eltern, die sich in der Elternteilzeit befinden, besteht bis vier Wochen nach dem 4. Geburtstag des Kindes. Einige Kritiker bemängeln die Erfordernisse der dreijährigen Betriebszugehörigkeit und der Betriebsgröße von über 20 Mitarbeitern sowie Schwierigkeiten der Umsetzung des Rechtsanspruchs in den Unternehmen, insbesondere für Führungskräfte; andere befürchten negative Auswirkungen auf die Neueinstellung junger Frauen.
Ein Rechtsanspruch auf Teilzeitbeschäftigung besteht ebenfalls für die Pflege von Angehörigen sowie vor der Pensionierung in Form von Altersteilzeit.
Das Hausbetreuungsgesetz, das am 1. Juli 2007 in Kraft trat, erleichtert die Betreuung von Pflegebedürftigen.
2006 wurde die im Eigentum des Bundesministeriums für Wirtschaft, Familie und Jugend stehende Familie & Beruf Management GmbH als österreichweite Koordinierungsstelle für Vereinbarkeit von Familie und Beruf gegründet, die eine Förderabwicklung von Kinderbetreuungsprojekten und das Audit berufundfamilie für Unternehmen anbietet.

#### Schweiz
Die Vereinbarkeit von Familie und Erwerbstätigkeit umfasst in der Schweiz laut Bundesamt für Sozialversicherungen folgende Bereiche: die familienergänzende Kinderbetreuung, familienfreundliche Arbeitsbedingungen, Geburts- oder Adoptionsurlaub, Massnahmen für betreuende und pflegende Angehörige, Abbau negativer finanzieller Anreize im Steuersystem für erwerbstätige Mütter, sowie eine Lohngleichheit, welche eine Beteiligung von Vätern an der Kindererziehung ohne substantielle Senkung des Familieneinkommens ermöglichen soll.
Die eidgenössische Volksabstimmung in der Schweiz über die Änderung des Erwerbsersatzgesetzes (für Dienstleistende und bei Mutterschaft) vom 26. September 2004 ergab 55 % Ja-Stimmen. Das entsprechende Gesetz trat am 1. Juli 2005 in Kraft. Seitdem erhalten erwerbstätige Frauen durch die Mutterschaftsversicherung 14 Wochen nach der Geburt 80 % des zuletzt erzielten Lohnes bis zu einer Obergrenze als Erwerbsausfallentschädigung (die so genannte Mutterschaftsentschädigung); die Schweizer Kantone haben zum Teil großzügigere Bestimmungen. Bis Anfang 2005 wurden finanzielle Leistungen während der Zeit des mutterschaftsbedingten Beschäftigungsverbotes, wie auch bei sonstiger Arbeitsunfähigkeit, noch gemäß der „Berner Skala“ oder kollektiven Übereinkünften nur für eine meist kürzere, vom Dienstalter abhängige Zeitspanne gewährt; die Eidgenössische Volksinitiative «für einen wirksamen Schutz der Mutterschaft» war 1984 gescheitert.
Ein wichtiges Element für die Vereinbarkeit von Familie und Beruf in der Schweiz sind, neben Maßnahmen der Familienpolitik, vor allem die betrieblichen Rahmenbedingungen. Beispielsweise haben mehrere Schweizer Arbeitgeber als Form von „Fringe Benefit“ einen Vaterschaftsurlaub eingeführt. Die Dauer des bezahlten Vaterschaftsurlaubs in der Schweiz variiert zwischen Null Tagen und vier Wochen; eine Motion für die Einführung eines mehrwöchigen Vaterschaftsurlaubs wurde am 19. Dezember 2007 abgelehnt. Die „Plattform für Familie und Beruf“, eine Zusammenarbeit des Schweizerischen Arbeitgeberverbandes, Pro Familia und Pro Juventute, stellt Unternehmen mit familienfreundlichem Profil vor. Darin stechen Merkmale wie individuelle Arbeitszeitmodelle (gleitende Arbeitszeiten, Vier-Tage-Woche bei vollem Lohn, Job-Sharing, Teleworking, Heimarbeit, flexible Verteilung der Arbeitszeit über das Jahr, Teilzeitarbeit auch für Führungskräfte), unbezahlte Urlaube, betrieblicher Vaterschaftsurlaub, Kindertagesbetreuung (etwa Arbeitgeberkrippe und Hort) oder auch das Bemühen um langfristig angelegte und strategisch ausgerichtete familienfreundliche Betriebstrukturen hervor. Diese seien besonders wichtig, da die gesamtgesellschaftlichen Rahmenbedingungen der Vereinbarkeit in der Schweiz oft als schwieriger empfunden werden als in anderen Nationen. Das Schweizer Bundesamt für Statistik stellte fest, dass Anfang des 21. Jahrhunderts eine zufriedenstellende Vereinbarkeit von Familie und Beruf in der Schweiz weder für Mütter noch für Väter gewährleistet sei. Die Staatskanzlei des Kantons Bern ermöglicht es Unternehmen, mit ihrem Instrumente der Tool-Box Teilzeit Vollzeitstellen auf ihr Teilzeitpotenzial hin zu prüfen.
Laut dem Bericht „Gesundheit von Müttern und Kindern unter sieben Jahren“ des Instituts für Sozial- und Präventivmedizin der Universität Zürich sind alleinerziehende Mütter sowie Mütter von mehr als zwei Kindern in besonderem Maße gesundheitlich gefährdet, meist in Verbindung mit einer kombinierten Belastung in Familie, Berufstätigkeit (mehrheitlich in Teilzeit) und Haushalt. Außerdem gelten diese Familien als besonders durch Kinderarmut gefährdet. Im Bericht werden bessere finanzielle Hilfen, eine bessere Elternbildung, eine stärkere Vernetzung der Eltern in der Gemeinde, ein Ausbau der Mütter- und Väterberatungsstellen und der familienergänzenden Kinderbetreuung sowie ein stärkeres Engagement der Väter in Erziehung und Hausarbeit als Elemente einer Lösung vorgeschlagen.
In der Schweiz überwiegen statistisch gesehen zwei Modelle der Rollenverteilung: das traditionelle Modell einer allein väterlichen Berufstätigkeit und das modernisierte traditionelle Familienmodell einer vollen Berufstätigkeit väterlicherseits und einer Teilzeitarbeit der Mutter. Nur eine kleine Minderheit der Paare teilen sich Beruf- und Familienarbeit auf. Diese Rollenverteilungen basieren teils auf elterlichen Vorstellungen und Wünschen, teils auf Schwierigkeiten der Vereinbarung einer Erwerbstätigkeit mit der häuslichen Verantwortung. Die Betreuung von Kindern gilt als privater Verantwortungsbereich; Kinderbetreuungsangebote sind rar und teuer und die Öffnungszeiten der Kindergärten und anderer Betreuungseinrichtungen sind oft nicht auf eine elterliche Berufstätigkeit abgestimmt. Schulen haben zumeist eine längere Mittagspause, in der die Kinder zum Essen nach Hause kommen. Erschwerend kommt hinzu, dass Elternpaare, die sich partnerschaftlich die Erwerbs- und Familienarbeit teilen, sich deutlicher gesellschaftlicher Kritik aussetzen.
Arbeitgeber sind bei der Festlegung der Arbeits- und Ruhezeiten allerdings gehalten, Familienpflichten wie die Betreuung von Kindern unter 15 Jahren oder die Pflege von Angehörigen zu berücksichtigen. Personen mit Familienpflichten dürfen nur mit eigener Einwilligung für Überstunden herangezogen werden und haben auf Anfrage Anrecht auf eine Mittagspause von mindestens anderthalb Stunden.
Die Eidgenössische Abstimmung über die Familienpolitik vom 3. März 2013 zur Aufnahme eines Artikels zur Familienpolitik in die Bundesverfassung scheiterte am Ständemehr, trotz Mehrheit in der Bevölkerung. Vor allem ländliche Kantone stimmten dagegen.
Im Jahr 2021 besuchten in der Schweiz 36 % der Kinder unter 13 Jahren eine Kindertagesstätte oder eine schulergänzende Betreuungseinrichtung, zum Beispiel eine Tagesschule oder einen Hort; 28 % wurden von den Grosseltern betreut.

#### Liechtenstein
In Liechtenstein gilt die Vereinbarkeit von Familie und Beruf angesichts des Bedarfs an gut ausgebildeten Arbeitskräften als Herausforderung an Familien und an die Wirtschaft, zunehmend aber auch als staatliche Aufgabe. Appelle an die Wirtschaft, finanzielle Förderung sowie ein größerer Wettbewerb unter Schulen und Kindergärten sollen in Zukunft Eltern größere Wahlfreiheit im Hinblick auf die Kinderbetreuung gewähren.
In Liechtenstein bestehen eine Mutterschaftszulage, ein Kindergeld und Elternurlaub, sowie Kostenfreiheit von Kindergarten und Schule. Seit 2004 besteht ein Anrecht auf dreimonatigen unbezahlten Elternurlaub, der bis zur Vollendung des dritten Lebensjahres des Kindes (bzw. bei Adoptionen und Pflegekindschaftsverhältnis bis zur Vollendung des fünften Lebensjahres) in Vollzeit, in Teilzeit, in Teilen oder stundenweise genommen werden kann. Kinder ab 4 Jahren haben Anspruch auf einen Kindergartenplatz. Einige der politischen Parteien setzt sich für einen verlängerten und finanziell unterstützten Elternurlaub ein. Auch ein Familiengeld von bis zu 750 Franken monatlich in den ersten drei Lebensjahren, eine flexiblere Kindertagesbetreuung und die Herabsetzung des Kindergartenalters um ein Jahr stehen in der politischen Diskussion.

### Frankreich
In Frankreich ist kulturell eine Berufstätigkeit von sowohl Männern als auch Frauen nahezu selbstverständlich, und diese Einstellung bleibt weithin auch dann bestehen, wenn sie Eltern werden. Zugleich wird der staatlichen Kinderbetreuung viel Vertrauen entgegengebracht.
Frankreich hat eine hohe Geburtenrate (zum Beispiel war sie im Jahr 2006 die höchste der EU). Es hat seit langem eine hohe Frauenerwerbsquote, und die Mehrheit der Frauen geht einer Vollzeit-Erwerbstätigkeit nach, welche durch die Geburt von Kindern nur kurz unterbrochen wird. 75 % der französischen Mütter mit zwei Kindern und selbst 51 % der Mütter mit drei oder mehr Kindern sind erwerbstätig.
Väter von Kindern unter 7 Jahren, die in einer Paarbeziehung leben, sind großteils berufstätig, und nur 3 % von ihnen arbeiten in Teilzeit. In Haushalten mit mindestens einem Kind unter 7 Jahren ist wenig mehr als die Hälfte der Frauen berufstätig; fast ein Viertel von ihnen arbeitet in Teilzeit, wobei dies von 80 % unter ihnen so gewünscht wird. Die Hälfte der Frauen, die nach eigener Wahl in Teilzeit arbeiten, arbeiten nicht am Mittwoch. Die Erwerbs- und Teilzeitquote unter Müttern variiert stark mit dem Lebensstandard und sie hängt, sehr viel mehr als unter Vätern, stark von dem Niveau des beruflichen Abschlusses ab: gering qualifizierte Mütter kleiner Kinder verzichten öfter als andere Mütter ganz auf eine Erwerbstätigkeit und arbeiten häufiger in Teilzeit.
Mutterschaftsgeld (indemnités journalières de maternité) wird zwischen 16 und 26 Wochen lang (bis zu 46 Wochen lang bei Mehrlingsgeburten) gezahlt und ist steuer- und sozialversicherungspflichtig; je nach Tarifvertrag ergänzt der Arbeitgeber diese Zahlungen. Dem Vater stehen zur Geburt drei Tage Urlaub zu und zusätzlich bei Geburt oder Adoption eines Kindes elf Tage Vaterschaftsurlaub (18 Tage bei Mehrlingsgeburten). Mutter- und Vaterschaftsgeld wird von der Sozialversicherung (sécurité sociale) bezahlt. Elternzeit oder alternativ Elternteilzeit wird, jeweils ohne Lohnersatz, für ein Jahr gewährt und kann zweimal verlängert werden, bis maximal zum dritten Geburtstag des Kindes.
Bei Krankheit der Kinder werden Eltern für bis zu 120 Tage im Jahr freigestellt, zu gleichen Vergütungsregeln wie bei der Elternzeit.
Die pro-natalistische (geburtenfördernde) Familienpolitik Frankreichs, auch Politik des dritten Kindes genannt, führte viele einkommens- und kinderzahlabhängige finanzielle Hilfen für Eltern ein, die oft erst mit der Geburt des zweiten Kindes gewährt wurden. Ein Erziehungsgeld (allocation parentale d’éducation, APE) wurde nur gezahlt, wenn die Familie mindestens zwei Kinder hatte, von denen eines jünger als drei Jahre war, und sofern ein Elternteil höchstens in Teilzeit arbeitete und zuvor längere Zeit eine volle Stelle innehatte. Auch ein Kindergeld stand nur Familien mit zwei oder mehr Kindern zu. Hatte die Familie nur ein Kind, so konnte einkommensabhängig eine Erziehungsbeihilfe durch die Familienkasse (caisse d’allocations familiales, CAF) bezahlt werden. Hinzu kamen Beihilfen für die häusliche Kinderbetreuung und, abhängig unter anderem vom Alter der Kinder, eine Übernahme von Sozialabgaben und steuerliche Vergünstigungen bei Beschäftigung einer ausgebildeten Kinderbetreuungshilfe (aide à la famille pour l’emploi d’une assistante maternelle agréée, AFEAMA) sowie Alleinerziehendenbeihilfe (allocation parent isolé, API). Das Erziehungsgeld wurde vor allem von zwei Beschäftigtengruppen in Anspruch genommen: einerseits Arbeitnehmerinnen mit sicherem Arbeitsplatz und vom Arbeitgeber genehmigtem Elternurlaub und andererseits Frauen mit deutlich prekarisiertem Erwerbsverlauf.
Die prestation d’accueil du jeune enfant (PAJE) trat für nach dem 1. Januar 2004 geborene Kinder an die Stelle einer Reihe der bisher geltenden Beihilfen; progressiv wurden so 2004–2006 unter anderem das APE und AFEAMA ersetzt. Nach einer Reform des PAJE können seit dem 1. Juli 2006 Eltern mit drei oder mehr Kindern ein erhöhtes Erziehungsgeld bei verringerter Bezugsdauer von einem Jahr, statt drei Jahren, wählen.
In Frankreich profitieren Familien von einer Form des Familiensplittings unter Berücksichtigung eines sogenannten Familienquotienten, der unter anderem von der Kinderzahl abhängt. Als Resultat zahlen nur die Hälfte aller französischen Haushalte überhaupt Lohn- und Einkommensteuer; ab dem dritten Kind sind Eltern mit Durchschnittseinkommen de facto steuerfrei. Transferleistungen für Familien sind derart gestaltet, dass sich berufstätige Eltern mehrerer Kinder zur besseren Vereinbarkeit oft leichter eine Kinderfrau leisten können als bei ein oder zwei Kindern. Mütter dreier oder mehr Kinder genießen in Frankreich zudem traditionell einige auf die Erwerbstätigkeit bezogene Privilegien, die im Sinne der Geschlechtergleichstellung in der Gegenwart im Allgemeinen auch Vätern dreier Kinder zustehen. Insbesondere erhalten Eltern, die drei Kinder groß gezogen haben, 10 % Zuschlag auf die Altersrente. Für diese Personengruppe entfiel außerdem, ebenso wie für Alleinerziehende, die üblicherweise für die Aufnahmeprüfung der prestigeträchtigen Hochschule École nationale d’administration (ENA) geltende Altersgrenze; anschließend wurde die Altersgrenze generell abgeschafft. Im Staatsdienst tätige Mütter dreier lebender oder aus Kriegsgründen gefallener Kinder haben bereits nach 15 Berufsjahren Anrecht auf Pension; Vätern in vergleichbarer Position wurden in erster Gerichtsinstanz das Recht auf gleiche Rechte zugesprochen, wobei dies Anlass zu Verhandlungen im Parlament gab.
Die Wochenarbeitszeit wurde aus arbeitsmarktpolitischen Gründen 2002 gesetzlich auf 35 Stunden festgelegt; in der Praxis variiert sie jedoch. Seit der im Jahr 2008 unter Präsident Nicolas Sarkozy beschlossenen Arbeitsmarktreform können Betriebe mit ihren Beschäftigten längere Arbeitszeiten aushandeln.
Staatliche Kinderkrippen mit Schwerpunkt auf pädagogischer Früherziehung werden ergänzt durch staatlich geförderte Tagesmutter-Modelle, wobei allerdings der Bedarf an Betreuung für Kinder unter zweieinhalb Jahren nicht völlig gedeckt wird. Die Betreuungsform der Kinderkrippe (crèche) ist vor allem in Großstädten verbreitet. Ebenfalls weit verbreitet ist die Betreuung durch eine Tagesmutter (assistante maternelle agréée) oder Kinderfrau (garde à domicile). Häufig wird eine Kinderfrau von zwei Familien gemeinsam angestellt (assistante maternelle partagée), wobei die Betreuung meist abwechselnd in den Wohnungen der beiden Familien stattfindet. Eine weitere übliche Betreuungsformen ist, vor allem in Großstädten, die Kinderkrippe (crèche). Hinzu kommt die Familienkrippe (crèche familiale), einem familiären Betreuungsdienst bei dem meist eine oder auch mehrere Tagesmütter in ihrer eigenen Wohnung oder in speziell hierfür angemieteten Räumen jeweils bis zu drei Kinder betreuen. In Frankreich wird aus pädagogischer Sicht Kritik geäußert, wenn Eltern ihre Kinder ab einem sehr frühen Lebensalter und für viele Stunden, oft auch während ihrer Freizeit und der Ferienzeiten, in Kinderkrippen betreuen lassen, da wenig Raum für eine affektive Erziehung bleibe.
Die école maternelle, die Kinder ab zweieinhalb oder drei Jahren aufnimmt, wird von 99 % der Kinder ab drei Jahren besucht. Das ganztägige, laizistische republikanische Schulsystem hatte sich in den 1880er Jahren entwickelt, als Ergebnis der Konfrontation zwischen Kirche und Republik über den Einfluss auf die Erziehung. Schulbeginn in der école maternelle ist um 9 Uhr, in der Grundschule um 8 Uhr, Unterrichtsende jeweils gegen 16.30 Uhr. Der Stundenplan mit betreuten Sport- und Spielangeboten am Mittwoch Nachmittag und warmem Mittagessen in schuleigenen Kantinen sowie eine schulflankierende Kinderbetreuung nach der Schulzeit und teils auch während der Ferien erleichtern Eltern von schulpflichtigen Kindern die Vereinbarung von Familie und Beruf. In jüngerer Zeit lässt sich eine Tendenz zu privater, wenn auch öffentlich geförderter, Kleinkinderbetreuung feststellen. Während die Kinderbetreuung in Frankreich weitgehend institutionalisiert beziehungsweise öffentlich gefördert ist, bleibt die Betreuung älterer Mitbürger großenteils dem privaten Raum überlassen.
Der Chèque emploi service universel ist dabei ein steuerlich gefördertes Zahlungsmittel für verschiedenste haushaltsnahe und familienunterstützende Dienstleistungen, das sich u. a. für Haushaltshilfen, für die Kinderbetreuung und für die Unterstützung älterer, behinderter oder pflegebedürftiger Personen einsetzen lässt.

### Großbritannien
Die Arbeitsmarktteilhabe der Frau ist in Großbritannien hoch, und in etwa Dreiviertel der Familienhaushalte sind beide Eltern berufstätig. Der britische Staat orientierte sich lange Zeit am männlichen Ernährermodell, allerdings zeigen die Erwerbsquoten einen Trend zum Zuverdienermodell (zur Vollzeit-Teilzeit-Kombination). Es besteht eine Polarisierung von Arbeitszeiten: so arbeiten Frauen zu 40 % in Teilzeit, Männer zu 60 % mehr als 40 Wochenstunden. Dabei ist die Beschäftigtenquote von Müttern in Paarhaushalten in Großbritannien fast doppelt so hoch wie die von Alleinerziehenden.

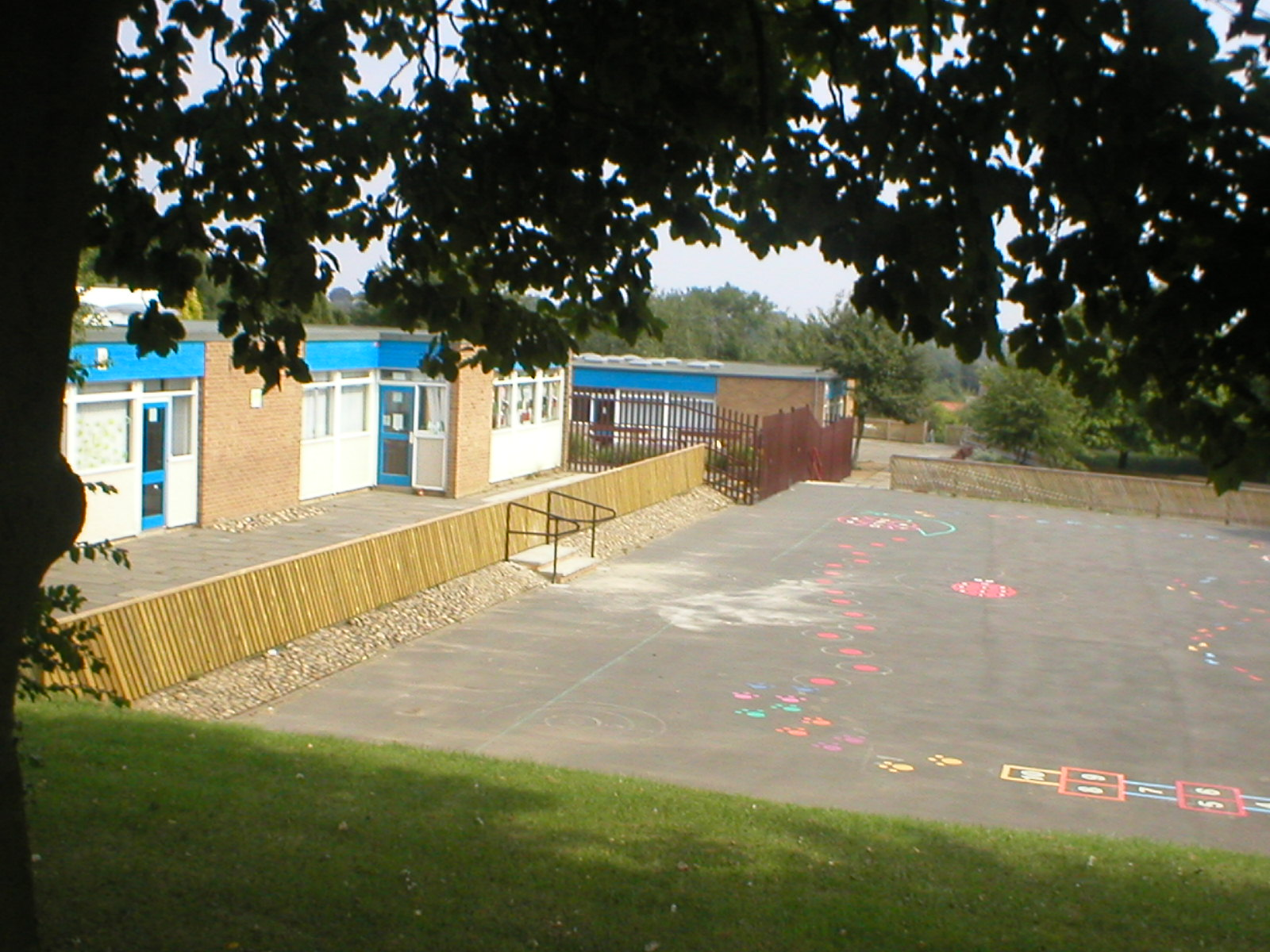
Schulhof einer Grundschule in England

Die Kosten für die Kinderbetreuung stiegen um die Jahrtausendwende stark an. Staatliche Maßnahmen der Betreuung kleiner Kinder und pflegebedürftiger Personen sind vorrangig auf einkommensschwache Haushalte ausgerichtet, während besserverdienende Eltern die für ihre Berufstätigkeit erforderliche Betreuung großenteils privat organisieren. Diese Trennung kann laut Kritik mit einer sozialen Entmischung einhergehen.
Eltern von Kindern schulpflichtigen Alter können aufgrund von langen Schulzeiten und Nachmittagsklubs eine Berufstätigkeit ausüben. Allerdings führt ein Bericht der Deutsch-Britischen Stiftung für das Studium der Industriegesellschaft von 2002 an, dass gerade ärmere Frauen deutlich unter Druck stehen aufgrund einer Kombination von niedrigen Löhnen, hoher Abhängigkeit von unzureichenden öffentlichen Verkehrsmitteln und wenig Kinderbetreuungsmöglichkeiten. Eine Empfehlung der OECD von 2005 richtete sich unter anderem darauf, Kinderbetreuungsformen stärker miteinander zu integrieren und Beihilfen zur Kinderbetreuung auszuweiten.
Die Möglichkeiten der Vereinbarung von Familie und Beruf waren nach den Veränderungen der 1980er unter Margaret Thatcher, bei der sich Gesellschaft und Staat in Richtung Leistungsgesellschaft und liberales Wohlfahrtsregime entwickelten, überwiegend dem Individuum überlassen und von marktvermittelten Leistungen abhängig. Dabei expandierten in den 1980ern die Kinderbetreuungsdienste; der Großteil der Kinderbetreuung wurde aber unbezahlt geleistet und erlaubte mehrheitlich nur eine Teilzeiterwerbstätigkeit der Frau.
In den 1990ern stieg die Armutsquote vor allem in Alleinerziehendenhaushalten: EU-weit hatte Großbritannien eine der höchsten Armutsquoten von Kindern in Einelternfamilien. Diese machten zudem einen hohen Anteil der Familien aus, und Alleinerziehende waren zu einem großen Anteil nicht erwerbstätig. Aber auch in Paarhaushalten stieg zu dieser Zeit die Armutsquote, und die Zahl der Erwerbstätigen ohne existenzsichernden Lebensunterhalt (Working Poor) nahm zu. Die Kinderarmut war in den 1990ern, und auch Anfang des 21. Jahrhunderts, im EU-Vergleich sehr hoch.
Eine bessere Vereinbarkeit von Familie und Beruf wurde seit Ende der 1990er als ein Ziel betrachtet, das mit dem vorrangigen Ziel der britischen Familienpolitik, der Verringerung der Kinderarmut, in Zusammenhang stand aber ihm untergeordnet war. Die Arbeits-, Steuer- und Familienpolitik setzte die Bekämpfung der Kinderarmut als wichtigstes Ziel. Sie fokussierte, vor allem seit der Wahl von New Labour im Jahr 1997, auf Transferleistungen für Kinder in Familien mit niedrigem Einkommen: das Kindergeld wurde erhöht, bei zugleich schrittweiser Individualisierung der Familienbesteuerung. Sie zielte zudem auf eine Erhöhung der Beschäftigungsrate alleinerziehender Mütter, und Änderungen in Arbeitsmarkt-, Familien- und Steuerpolitik förderten eine Modernisierung der familialen Erwerbsmuster. Mütter wurden zu einer arbeitsmarktpolitischen Zielgruppe, allerdings in großem Maße für geringfügige Beschäftigung im Niedriglohnbereich. Kinderbetreuungsplätze wurden in großer Zahl – wenn auch nur im Umfang von wenigen Stunden pro Woche und für 2/3 des Kalenderjahres – zur Verfügung gestellt.
Seit 2003 besteht Anspruch auf eine 26-wöchige teilweise bezahlte Elternzeit und eine daran anschließende 26-wöchige unbezahlte Elternzeit. Der Employment Act 2002 gewährt Eltern eines Kindes unter 6 Jahren sowie Eltern eines behinderten Kindes unter 18 Jahren ab dem 6. April 2003 das Recht, flexible Arbeitsbedingungen zu beantragen, sofern sie mindestens 26 Wochen bei demselben Arbeitgeber tätig waren. Dieses Recht bezieht sich auf eine Änderung der Wochenarbeitsstunden und ihrer zeitlichen Lage sowie die Möglichkeit, von zuhause zu arbeiten. Der Arbeitgeber kann den Antrag in begründeten Fällen ablehnen.
Eine Beratungsgespräch im Arbeitsamt beim Erreichen des Schulalters des jüngsten Kindes ist seit 2000 für Alleinerziehende verpflichtend, seit 2004 auch für die Partner von Transferempfängern, mit der Möglichkeit einer freiwilligen Teilnahme an Qualifizierungsmaßnahmen. Der Working Tax Credit beinhaltet eine negative Einkommensteuer und eine Subvention anfallender Kinderbetreuungskosten bei einer Mindesterwerbstätigkeit von 16 Wochenstunden. Angesichts der Anhebung der Geringfügigkeitsgrenze handelt es sich großenteils um eine Arbeitsmarktintegration von Frauen durch geringfügige Teilzeitarbeit im Niedriglohnsektor.
In Nordirland wurde der Anspruch auf Mutterschafts-, Vaterschafts- und Elternurlaub 2002 neu geregelt.

### Irland
In Irland wurde Eltern und anderen Personen mit Pflegeverpflichtungen in einigen Bereichen des öffentlichen Dienstes 1998 in einem Pilotversuch ermöglicht, in den Sommer-Schulferien unbezahlten Urlaub zu nehmen (Term Time Scheme). Diese Regelung wurde in zwei Änderungen von 2002 und 2006 auf alle Beamte und Angestellte des öffentlichen Dienstes mit mindestens einem Vorschulkind oder die Schule besuchenden Kind unter 18 Jahren ausgeweitet, vorausgesetzt, dass dadurch die Arbeit der jeweiligen Abteilung nicht behindert wird. 2009 erging eine Regelung, mit der nun die Beschränkung auf die Sommerferien und auf Eltern und Pflegende aufgehoben wurde und mit der nun bis zu drei kürzere Abwesenheiten bis insgesamt maximal 13 Wochen im Jahr möglich sind; dabei handelt es sich um unbezahlten Urlaub, bei dem ein Teil eines Grundgehalts gewährt wird (Shorter Working Year Scheme). Diese Regelung wurde zunächst für drei Jahre verfügt, wurde anschließend verlängert und ist auch 2014 in Kraft. Da die Arbeitsstellen zwischenzeitlich im Normalfall nicht anderweitig besetzt werden, wird dabei von geringeren Gesamtausgaben für Gehälter ausgegangen.

### Italien
Die nachfolgenden Angaben beziehen sich auf den Zeitraum vom 25. Juni bis 31. Dezember 2015, da eine Verlängerung dieser im Rahmen der italienischen Arbeitsmarktreform „Jobs Act“ getroffenen Regelungen noch aussteht.

In Italien besteht neben dem Mutterschutz ein Anspruch auf eine Elternzeit von sechs Monaten; diese Zeitdauer verlängert sich auf bis zu elf Monate, wenn auch der Vater Elternzeit nimmt, wobei eine Gesamtdauer von elf Monaten voraussetzt, dass beide Eltern mindestens drei Monate Elternzeit nehmen. Mit fünftägiger (vor 2015: 15-tägiger) Vorankündigungszeit gegenüber dem Arbeitgeber kann eine kurzzeitige Elternzeit mit Freistellung für den halben Arbeitstag (gemessen an der durchschnittlichen täglichen Arbeitszeit) genommen werden; diese Freistellung kann nur dann flexibler auf Stundenbasis genommen werden, wenn eine entsprechende Vereinbarung mit dem Arbeitgeber ausgehandelt wurde. Seit 2015 besteht zudem der Anspruch, eine bereits beantragte Elternzeit in Teilzeit umzuwandeln.
Elternzeit kann bis zum 12. Lebensjahr des Kindes (vor 2015: bis zum achten Lebensjahr des Kindes) genommen werden, wobei allerdings die Gesamtdauer der Elternzeit (kumulativ) nicht überschritten werden darf.
Inwieweit ein Entgeltersatz für diese Zeit gewährt wird, hängt vom Lebensalter des Kindes und vom Einkommen der Eltern ab: Bis zum sechsten Lebensjahr des Kindes (vor 2015: bis zum dritten Lebensjahr des Kindes) wird allen Eltern ein teilweiser Entgeltersatz für die Elternzeit in Höhe von 30 % des Entgelts gewährt; seit 2015 wird er für Bezieher geringer Einkommen darüber hinaus in derselben Höhe bis zum achten Lebensjahr gewährt.
Teils kündigen Mütter im ersten Lebensjahr des Kindes ihr Arbeitsverhältnis und erhalten somit Anspruch auf ein anschließendes achtmonatiges Arbeitslosengeld mit voller Rentenversicherung. Kritiker bemängeln, dass Müttern so zwar eine vorübergehende soziale Sicherung ermöglicht werde, sie aber zugleich aus dem Arbeitsmarkt verdrängt würden.

### Nordische Länder
In den skandinavischen Ländern Schweden, Dänemark und Norwegen ist eine staatliche Kinderbetreuung mit schulischen Ganztagsangeboten weit verbreitet. Zugleich wird auch die Beteiligung der Eltern in der Kindererziehung gefördert, insbesondere auch der Väter.
Die schwedische Familienpolitik basiert auf einem Wohlfahrtsmodell, das auf die Integration aller Individuen in den Arbeitsmarkt ausgerichtet ist, und sieht sich der Geschlechterneutralität und Chancengleichheit verpflichtet. Die mit Familie verbundene Einbindung in die Sozialversicherung geschieht in Schweden nicht über die Ehe, sondern über die Betreuung von Kindern.
Schweden weist EU-weit die geringsten Geschlechtsdifferenzen (Gender gap) in der Erwerbsbeteiligung auf und steht weltweit laut dem 2005, 2006 und 2007 vom Weltwirtschaftsforum aufgestellten Gender Gap Index beim Gesamtranking an erster Stelle. Allerdings stellte eine OECD-Studie von 2005 eine fehlende Gleichstellung im oberen Management fest sowie innerhalb der 20 % Bestverdiener bestehende Gehaltsdifferenzen zwischen den Geschlechtern in Höhe von 19 % gegenüber einem OECD-Mittelwert von 16 %. Zudem bestehen Unterschiede in der Art der Erwerbstätigkeit von Männern und Frauen: so arbeitet mehr als die Hälfte der berufstätigen Frauen in Schweden im öffentlichen Sektor, aber nur knapp ein Viertel der Männer.
Schweden führte 1974 als erster Staat ein Elterngeld (föräldrapenning) für wahlweise Vater oder Mutter ein, das 90 % (derzeit 80 %) des Bruttogehaltes betrug. Zugleich wurde die Kinderbetreuung stark ausgebaut. Sie ist fast durchgängig in staatlicher Hand, mit halb- und ganztägigen Kindertagesstätten sowie Freizeitheimen mit Nachmittags- und Ferienprogrammen für schulpflichtige Kinder.
Ende der 1970er Jahre folgten öffentliche Kampagnen, Bildungsmaßnahmen und strukturelle Maßnahmen, die auf ein stärkeres Engagement von Männern in der Familienarbeit zielten. So wurden Männer durch Kurse und Aufklärungsprojekte zur Rollenthematik, die im Rahmen des Wehrdienstes sowie durch Sportverbände, Behörden, Privatbetriebe und Gewerkschaften durchgeführt wurden, zur Auseinandersetzung mit der Männer- und Vaterrolle angeregt. Ferner wird seit 1995 wird ein Teil des Elternurlaubs nur gewährt, wenn sich auch der zweite Elternteil eine berufliche Auszeit nimmt; dieser Anteil lag 1995 bei einem Monat und liegt derzeit bei zwei Monaten.
In Schweden wurde der Anspruch auf Elterngeld zum 1. Januar 2002 auf insgesamt 480 Tage erhöht; dabei wird 360 Tage lang 80 % des früheren Lohns ausbezahlt. Die Leistung kann wahlweise auch pro Tag zu einem Achtel (also circa einer Stunde) bis zum 8. Lebensjahr des Kindes bezogen werden. Durch diese prozentuale Inanspruchnahme kann so über eine längere Dauer Elterngeld bezogen werden, bis es zu 100 % beansprucht worden ist. Das Elterngeld wird als Elternversicherung über Sozialversicherungsbeiträge finanziert. Eine 1980 eingeführte „Geschwindigkeitsprämie“ legt fest, dass für ein weiteres, innerhalb von 24 (seit 1986: 30) Monaten geborenes Kind sich das Elterngeld nach dem Einkommen vor der Geburt des vorigen Kindes richtet; dadurch werden Eltern nicht benachteiligt, die zwischen zwei Geburten in Teilzeit gearbeitet haben. Nach der Einführung dieser Regelung, insbesondere nach 1986, wurde der durchschnittliche Zeitraum zwischen Geschwistergeburten deutlich kürzer. Eltern haben des Weiteren das Recht, ihre Arbeitszeit bis zum achten Lebensjahr des Kindes um bis zu zwei Stunden täglich zu verkürzen, allerdings ohne Lohnausgleich. Bei Krankheit eines Kindes, Arztbesuchen, Einschulungen oder ähnlichen Situationen besteht für einen Elternteil oder für eine jegliche von den Eltern beauftragte Person ein Anspruch auf Arbeitsfreistellung und eine damit einhergehende Gewährung eines zeitweiligen Elternschaftsgeldes (tillfällig föräldrapenning) in Höhe von 80 % des Einkommens für bis zu 120 Tage pro Jahr und Kind. Paare, die die Elternzeit partnerschaftlich aufteilen, erhalten seit dem 1. Juli 2008 einen Gleichstellungsbonus (jämställdhetsbonus) in Höhe von bis zu 3.000 SEK pro Monat.
Auch andere nordische Länder sehen ein Elterngeld vor. In Norwegen können Eltern wählen zwischen einem Jahr Elterngeld in Höhe von 80 % des früheren Lohns oder alternativ 42 Wochen zu 100 %, in Finnland wird neun Monate lang Elterngeld gewährt bei durchschnittlicher Unterstützung in Höhe von 66 % des vorherigen Einkommens, in Dänemark mindestens sechs Monate. In Schweden, Norwegen, Dänemark sowie in Island ist ein Teil des Elterngeldes für den zweiten Elternteil reserviert. Auf einen Platz in einer öffentlichen Kindertagesbetreuungsstätte besteht in Finnland für jedes Kind einen Rechtsanspruch. In Dänemark erhält jedes Kind ab 26 Wochen sicher einen Platz in der Ganztagsbetreuung, garantiert durch die Kommunen. Diese übernehmen mindestens 75 % der Betreuungskosten.
Auch in der Vereinbarkeit des Berufs- und Privatlebens im Allgemeinen, nicht nur für Eltern, geht Skandinavien neue Wege. 2002 führte Schweden, ähnlich wie Dänemark zuvor, als zeitlich begrenztes Pilotprojekt die Möglichkeit einer Berufsunterbrechung (alternerings ledighet, AL) von bis zu einem Jahr zur persönlichen Weiterentwicklung oder Gewinnung neuer Kompetenzen ein. Dabei kann ein Arbeitnehmer während des Beurlaubungszeitraumes ein Entgelt erhalten, das sich annähernd am Arbeitslosengeld orientiert, sofern ein gleich hoch qualifizierter Arbeitnehmer seine Stellung als Vertreter übernimmt.

## Außereuropäischer Raum

### Australien
In Australien hat diejenige Person, die ein Kind vorrangig betreut (primary carer) Anrecht auf 18 Wochen Auszeit (paid parental leave, PPL), während derer der Mindestlohn (adult minimum wage) gezahlt wird. Der PPL ist nicht hälftig auf die Eltern aufteilbar. Die Regierung unter Tony Abbott plant, den PPL auf 26 Wochen zu erhöhen; die Höhe der Bezahlung soll dabei dem Arbeitsentgelt gleich, aber nach unten durch den Mindestlohn begrenzt und nach oben durch einen Höchstbetrag von 75.000 AU$ für sechs Monate gedeckelt sein. Für den Partner sind zwei Wochen bezahlte Auszeit geplant, mit anteilig ähnlicher Deckelung. Die Maßnahme soll durch ein Umlageverfahren mit einer Umlage von 1,5 % auf Australiens 3.000 größte Unternehmen finanziert werden; im Gegenzug wird die Unternehmenssteuer für alle Unternehmen von 30 % auf 28,5 % verringert. Derzeit im öffentlichen Dienst gültige Regeln, die es Eltern bisher z. B. ermöglichen, ihren PPL mit halbem Gehalt für die doppelte Zeit zu beziehen, sind nicht vorgesehen. Die National Foundation for Australian Women kritisierte, die Wirkung des geplanten PPL auf die Arbeitsmarktbeteiligung von Frauen solle untersucht und ein Vergleich mit Maßnahmen zur Kinderbetreuung gezogen werden.

### Japan
Die Meiji-Zeit entwickelte in Gesetz und Ideologie ein hierarchisch aufgebautes, traditionell orientiertes Familienmodell, in dem jedes Mitglied eine durch Alter und Geschlecht vorgeschriebene Rolle einnahm und die Erziehung der Frau auf ihre Rolle als Hausfrau und Mutter zielte, und das bis nach 1945 die Familie in Japan charakterisierte.

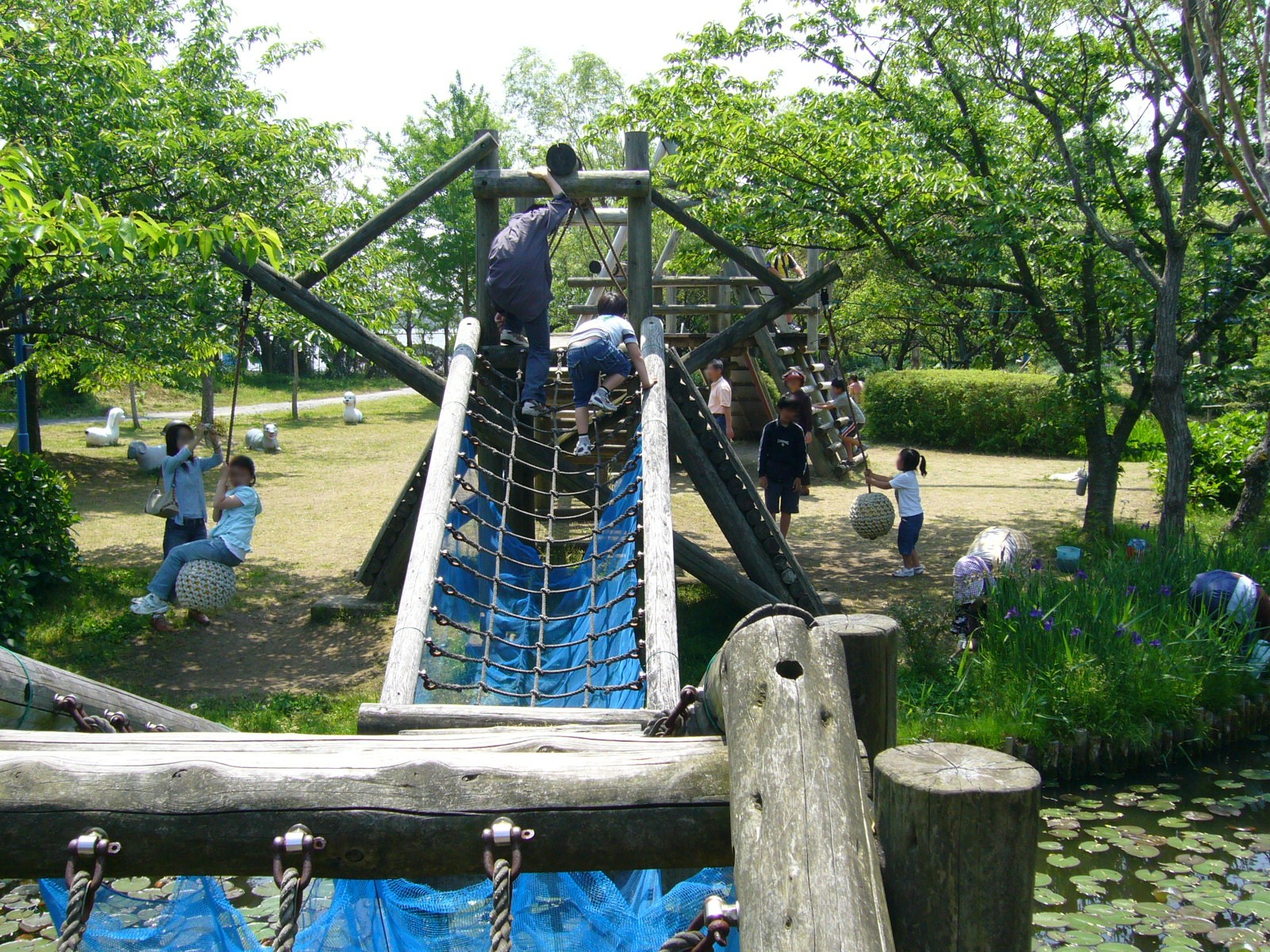
Kinderspielplatz in Japan

Japanerinnen gelten heute weltweit als die Frauen mit der besten Ausbildung. In ihrer Berufstätigkeit stehen sie aber trotz Ganztagsschulen und Ganztagsbetreuungsplätzen für die Kleinsten unter hohem Druck, vorrangig aufgrund langer Arbeitszeiten und der vorherrschenden Erwartung, dass Frauen ältere Familienmitglieder versorgen. Dennoch ist über die Hälfte von ihnen zumindest in Teilzeit berufstätig; rund drei Viertel der berufstätigen Frauen arbeiten allerdings in Teilzeit. Nach der Geburt des ersten Kindes unterbrechen sieben von zehn Japanerinnen für ungefähr zehn Jahre ihre Berufstätigkeit.
Männer verbringen im Alltag meist nur kurze Zeit innerhalb der Familie: Gesellschaftlich werden hohe moralische Ansprüche an die Berufstätigkeit gestellt, besonders an die des Mannes, und zudem sind in Ballungsgebieten die Anfahrtszeiten zum Arbeitsplatz sehr lang, nicht selten bis zu zwei Stunden. Da der Schulerfolg der Kinder vor allem vom Rang der erreichten Schule abhängt, steht ein Schulwechsel einem Umzug bei Arbeitsplatzwechsel oft entgegen.
Hausarbeit und Kindererziehung obliegen zum weitaus größten Teil den Frauen; sie wenden im Durchschnitt täglich dreieinhalb Stunden dafür auf, Männer hingegen nur acht Minuten. In höheren Hierarchiestufen, etwa im Top-Management und in der Politik, sind Frauen auf der nationalen Ebene weit untervertreten. Erst seit der Änderung des Arbeitsrechts und des Gleichstellungsgesetzes am 1. April 1999 dürfen Firmen weiblichen Angestellten bei ihrer Heirat nicht mehr das Ausscheiden aus dem Berufsleben nahelegen.

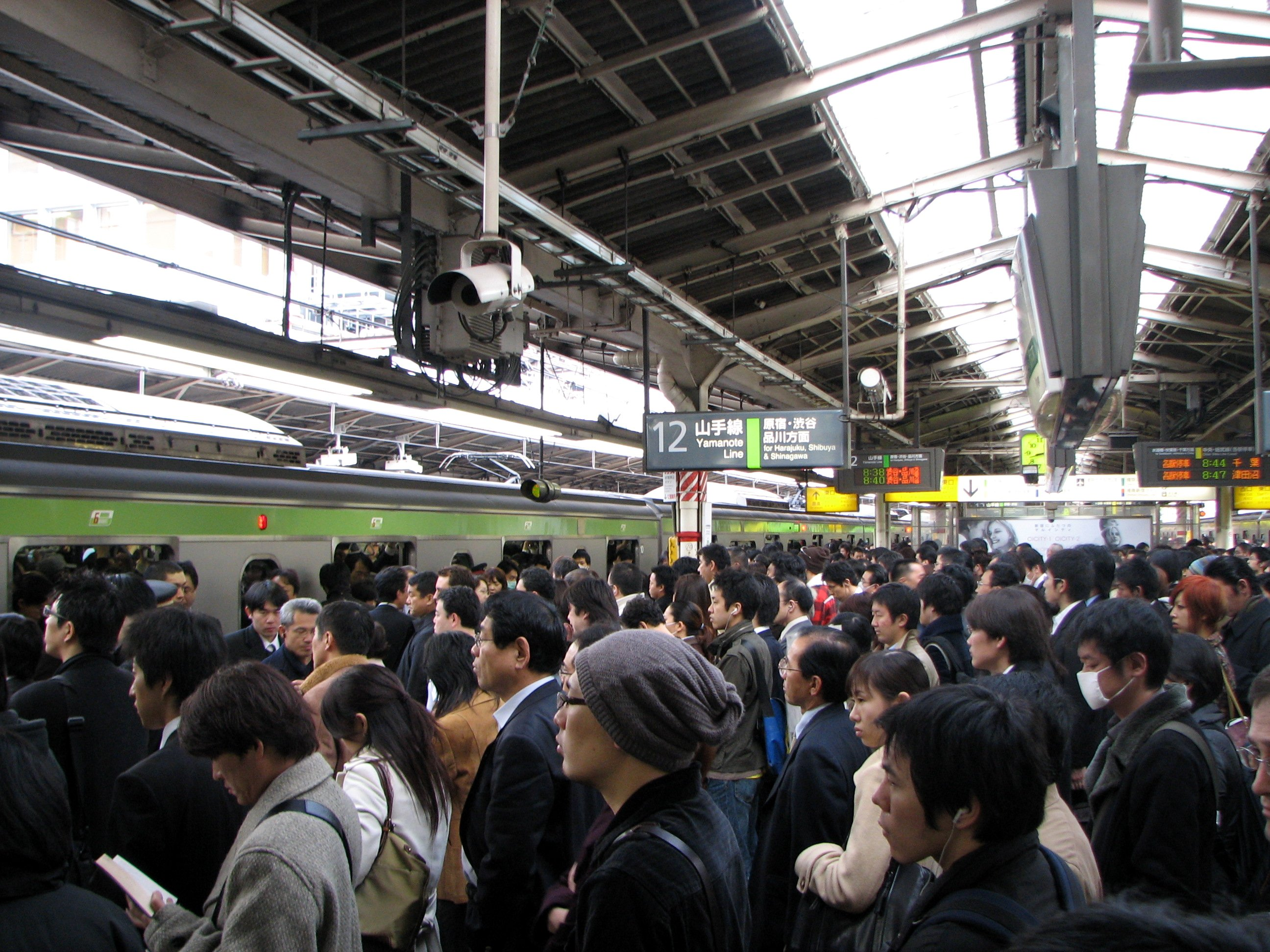
Rush hour in öffentlichen Verkehrsmitteln in Tokio, Japan

In der männerdominierten Berufswelt sind die Berufschancen von Männern und Frauen weiterhin sehr verschieden. Großteils übernehmen japanische Frauen nach einer Familienphase eine Arbeit in Teilzeit. Der gesellschaftliche Status der Hausfrau definiert sich über die Position des Mannes und über den Erfolg der Kinder in der schulischen Laufbahn.
In der Berufswelt herrscht nach wie vor die traditionelle Auffassung von der Mutter- und der Vaterrolle vor. Ledige Mütter haben es schwer, eine qualifizierte Arbeit zu erhalten;; gerade in Alleinerziehendenfamilien sind Kinder häufig arm. Es besteht ein Anrecht auf einen Mutterschutzurlaub, der seit 1995 14 Wochen beträgt. Seit Anfang der 1990er Jahre gibt es für Mütter und Väter bis zum ersten Geburtstag des Kindes gesetzlich die Möglichkeit, Kinderbetreuungsurlaub zu nehmen, der mit 25 % des Gehaltes bezahlt wird, doch sie wird – wohl auch aufgrund der in Unternehmen herrschenden Erwartungen – fast nur von Frauen genutzt. Inzwischen besteht für Mütter und Väter ein gesetzlicher Anspruch auf eine Elternauszeit von bis zu 52 Wochen nach der Geburt. Dem steht jedoch vor allem unter Vätern weiterhin die Arbeitskultur entgegen: eine (bezahlte) Elternzeit nimmt jedoch nur ein kleiner Teil der Väter (2007 unter 2 %, 2017 etwa 5 % und 2018 etwa 6 % der Väter).
Vor allem jüngere Menschen in Japan bedauern die starke Trennung der Lebensbereiche: Männer wünschen sich mehr Zeit für ihre Familie, Frauen mehr Zeit mit ihrem Mann und eine größere Präsenz im öffentlichen Leben. Die Gewerkschaft JEIU machte in Verhandlungen 2004 den Ausgleich zwischen Arbeits- und Berufsleben zum Schwerpunkt und setzte so bessere Bedingungen für den Vaterschaftsurlaub durch. Japanische Frauenrechtlerinnen betonen anstelle einer Gleichstellung vielmehr Möglichkeiten zur Selbstverwirklichung für Frauen und eine Humanisierung der Arbeitswelt der Männer.
Das japanische Steuer- und Sozialsystem bietet finanzielle Anreize für die Einverdienerehe: Hat eine Ehefrau nur ein geringes Einkommen, erhält ihr Mann Steuererleichterungen, und ihr steht eine beitragsfreie staatliche Rente zu. In vielen Firmen ist es zudem üblich, Männern mit nicht erwerbstätiger Ehefrau einen Gehaltszuschuss zu zahlen.

### USA
Arbeitsrechtliche Bestimmungen in den USA beziehen sich vorrangig auf Wochenarbeitszeit, Mindestlöhne und den Abbau von Lohndiskriminierung. Die Familie wird weithin als private Domäne angesehen, die von außen weder behindert noch speziell unterstützt werden sollte. Zwar gelten die USA als Vorreiter in Hinsicht auf die Gleichstellung im Sinne von Chancengleichheit (equal opportunities), Schutzbestimmungen bezüglich der Vereinbarung von Familie und Beruf gibt es dort aber nur in vergleichsweise geringem Umfang. Die USA und Australien waren zuletzt die einzigen westlichen Industriestaaten, die keine bezahlte Freistellung für Eltern zur Betreuung eines Neugeborenen vorsahen. Australien hat jedoch mit Wirkung zum Jahr 2011 eine bezahlte Elternzeit eingeführt.
US-amerikanische Eltern arbeiten längere Stunden außer Hause und verlieren bei Geburt mit höherer Wahrscheinlichkeit ihre Stelle als in Europa; externe Kindererziehung ist teurer und oft von geringerer Qualität. Die USA liegen laut einer Studie von Harvard und der McGill University bezüglich familienfreundlicher Bedingungen wie Mutterschaftsurlaub, bezahlter Krankheitstage und Ermöglichen des Stillens hinter fast allen wohlhabenden Staaten weit zurück.

#### Elterliche Erwerbsmuster in den USA
In der zweiten Hälfte des 20. Jahrhunderts hat in den USA die Frauenerwerbsquote, insbesondere die Erwerbsquote verheirateter Frauen und die von Frauen mit kleinen Kindern, deutlich zugenommen. Väter beteiligen sich stärker an der Kindererziehung als früher, verwenden dafür aber ungefähr halb so viel Zeit wie Mütter.

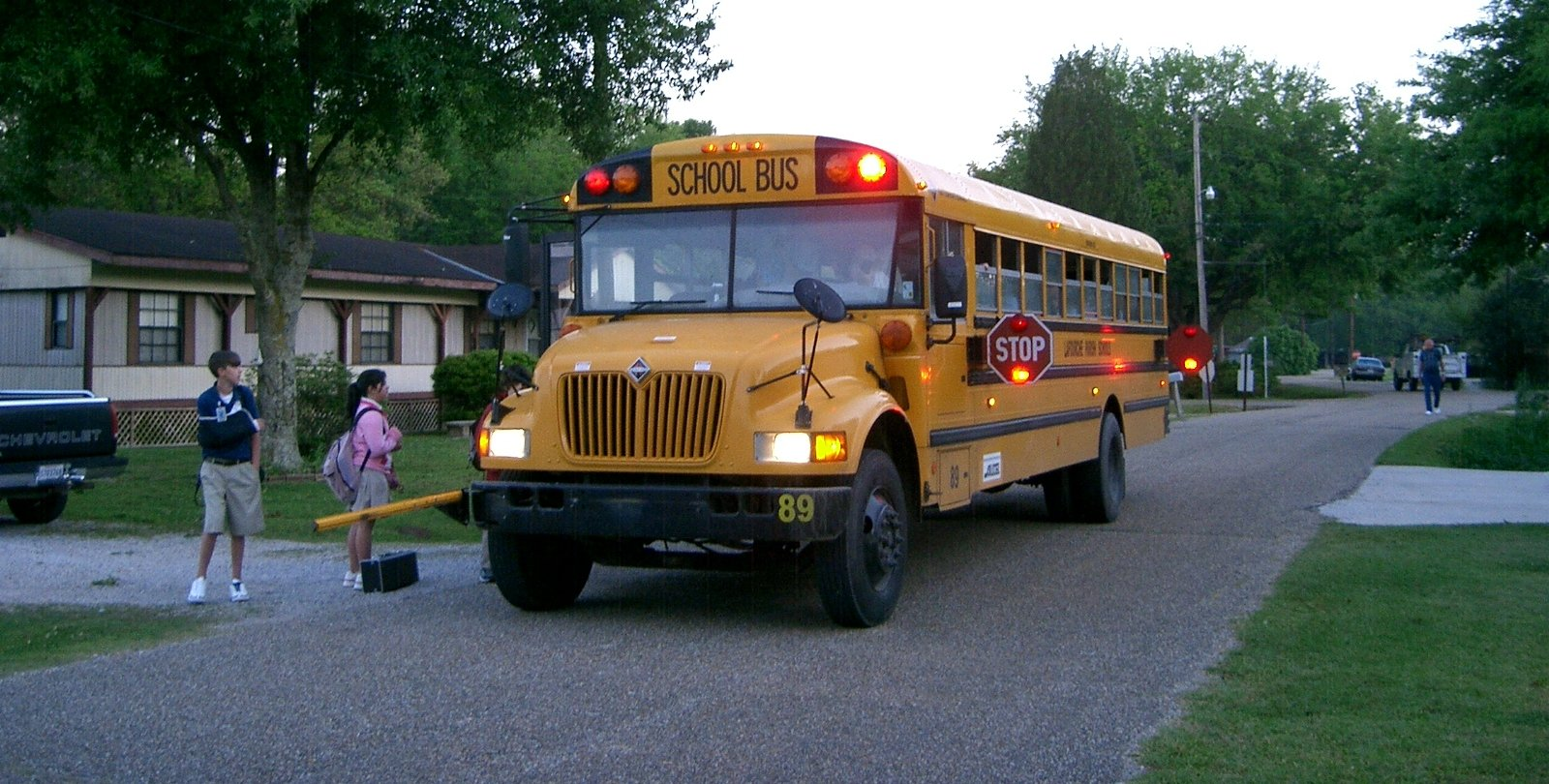
Schulbus

Arbeit in Vollzeit sowie oft auch lange Wege zum Arbeitsplatz sind in den USA jedoch die Norm; so sind auch für berufstätige Eltern Abwesenheiten von zwölf, dreizehn oder mehr Stunden von zuhause keine Seltenheit. Private Kleinkinderbetreuung (pre-school, nursery school) und oft der Schule angegliederte Vorschule (kindergarten), eventuell kombiniert mit Aupair oder Babysitter, sowie Schulen mit Schulbussen, Mittagessen und Ganztagsunterricht (beziehungsweise meist sechsstündigem Schultag für Grundschüler) und durch unabhängige Träger angebotene Nachmittagsbetreuung (after-school child care), geben Eltern die Möglichkeit, einem Beruf nachzugehen. Laut Familienforscherin Gisela Erler ist den USA ein größerer Anteil der Mütter erwerbstätig als in Deutschland. Auch in Paaren, in denen beide berufstätig sind, üben Mütter allerdings meist eine Arbeit aus, die ihnen erlaubt, Kinder von der Schule abzuholen oder sie bei Krankheit zuhause zu betreuen. Umgekehrt ist auch der Anteil nicht berufstätiger Eltern, insbesondere Mütter (stay-at-home moms), recht hoch. Während Männer weiterhin meist die Rolle des Hauptverdieners (bread winner) erfüllen und dabei auf Karriere zielen, reduzieren Frauen zu großen Teilen ihre Arbeitszeit ganz oder teilweise und verzichten auf Tätigkeiten, die ihre ständige Verfügbarkeit oder Dienstreisen voraussetzen würden. Dies wird auch als mommy track bezeichnet. Mütterdiskriminierung gilt in den USA als die stärkste und die am offensten gezeigte Form der Diskriminierung nach Geschlecht.
Wer Teilzeit arbeitet, erhält im Durchschnitt pro Stunde 21 % weniger Entgelt als bei einer Vollzeitstelle. Diese Diskrepanz ist weit größer als in den meisten Ländern: sie ist doppelt so groß wie in Großbritannien und siebenmal so hoch wie in Schweden. Dabei gilt auch eine tatsächliche Wochenarbeitszeit von 40 Stunden in den USA oft nicht als volles Engagement.
Andererseits wird über eine wachsende Bereitschaft von Betrieben berichtet, sich auf die Wünsche ihrer Mitarbeiter bezüglich der Familie einzustellen. Laut Erler verbrächten Eltern, obwohl die Arbeitszeiten in den letzten 20 Jahren deutlich gestiegen seien, insgesamt mehr Zeit mit ihren Kindern als vor 20 Jahren. Dies liege vor allem daran, dass Väter stärker eingebunden seien, Kinder berufstätiger Eltern später ins Bett gingen und die gemeinsame Zeit intensiver genutzt werde. Eltern verzichteten dabei auf Freizeit.
Der Jahresurlaub ist in den USA kurz, so dass Familien für gemeinsame Urlaube wenig Zeit bleibt. Nach einem Bericht des Families and Work Institute nehmen US-Amerikaner jährlich durchschnittlich 14,6 Tage Jahresurlaub; manche würden den ihnen angebotenen Jahresurlaub nicht nehmen. Viele zögen es vor, statt Urlaub zu nehmen, liegengebliebene Arbeit zu bewältigen. Diese Zahl der Urlaubstage ist deutlich geringer als in europäischen Staaten.

#### Politische Entwicklung in den USA
Mit dem Family and Medical Leave Act (FMLA) wurde 1993 ein unbezahlter Familienurlaub von bis zu zwölf Wochen institutionalisiert, der beiden Geschlechtern bei Geburt, Adoption oder ernsthafter Erkrankung gleichermaßen zusteht. Der FMLA gilt allerdings nur für bestimmte Gruppen von Arbeitnehmern – sie müssen in den vorangehenden 12 Monaten mindestens 1250 Stunden für einen Arbeitgeber gearbeitet haben, der kontinuierlich mindestens 50 Arbeitnehmer beschäftigt. So besteht in den USA kein allgemeiner Anspruch auf Vaterschaftsurlaub oder Arbeitsbefreiung zum Stillen. Weder die Wochenarbeitszeit noch die Anzahl der Überstunden ist gesetzlich begrenzt. Auch besteht kein gesetzlicher Anspruch auf Jahresurlaub oder auf eine Mindestzahl freier Tage pro Woche.
Es gibt vielfach Forderungen nach einer stärkeren Institutionalisierung familienfreundlicher Regelungen. Einige beziehen sich auf finanzielle Unterstützung für die Pflege und ein Recht auf bezahlte Abwesenheit bei Geburt, Adoption oder Krankheit, sowie Anreize für die Gestaltung familienfreundlicher Arbeitsplätze mit Kündigungsschutz.
Befürworter eines Work & Family Bill of Rights stellen fest, US-amerikanische Arbeitnehmer teilten sich tendenziell in zwei Gruppen, die eine habe Arbeitsstellen mit hohem Gehalt, hohen Vergünstigungen (benefits) aber langen Arbeitszeiten und wenig Zeit für Familie und Freizeit, die andere erhalte niedrige Gehälter und Vergünstigungen und habe zu wenig Flexibilität und finanzielle Ressourcen für die Familie. Die Forderungen im Rahmen eines Work & Family Bill of Rights beziehen sich auf Jahresurlaub, Mutterschutz, Arbeitsbefreiung bei Krankheit oder Arztbesuchen, ein Recht auf Teilzeit und Flexibilität, Verfügbarkeit von Kinderbetreuung und Pflege, ein Mindestgehalt und allgemeine Krankenversicherung.
Im September 2003 votierte der Senat der U.S.A., den Oktober als National Work and Family Month (nationalen Monat der Arbeit und der Familie) zu designieren.
Die Equal Employment Opportunity Commission (EEOC) gab am 23. Mai 2007 die Enforcement Guidance on Unlawful Disparate Treatment of Workers with Caregiving Responsibilities heraus, oft auch als Guidelines on Caregiver Discrimination bezeichnet, welche Richtlinien bezüglich gesetzeswidriger Ungleichbehandlung von Arbeitnehmern mit familialen Betreuungspflichten darstellen. In diesen Richtlinien wird festgehalten, dass die Enforcement of Equal Opportunities Gesetze eine Diskriminierung betreuender Personen an sich zwar nicht verbieten, dass aber Arbeitnehmer, die Kinder erziehen, Behinderte betreuen oder Pflegebedürftige versorgen, unter Umständen berufliche Nachteile aufgrund ihrer Pflegeverpflichtungen erfahren, die unter dem Title VII des Civil Rights Act of 1964 oder dem Americans with Disabilities Act (ADA) von 1990 als gesetzeswidrige Diskriminierung einzustufen sind. Die Richtlinien sollen unter anderem der Aufklärung von Arbeitgebern und Arbeitnehmern dienen. Sie führen vielfältige Szenarios der Diskriminierung von Arbeitnehmern aufgrund familialer Verpflichtungen (family responsibilities discrimination, auch caregivers discrimination genannt) auf. Es handelt sich dieser Richtlinien zufolge insbesondere dann um eine unzulässige Diskriminierung, wenn ein Arbeitgeber Mütter und Väter unterschiedlich behandelt oder wenn stereotype Vorstellungen über das Verhalten vom Müttern und Vätern eine Einstellung oder Beförderung entscheidend beeinflussen – eine generelle und geschlechtsneutrale Benachteiligung von Eltern gegenüber Kinderlosen gilt aber als zulässig. Da der Title VII eine Diskriminierung aufgrund von Schwangerschaft verbietet, rät der EEOC daher Arbeitgebern davon ab, Schwangerschaftstests durchzuführen, da der EEOC eine nachteilige Entscheidung des Arbeitgebers nach einem solchen Test grundsätzlich als Hinweis auf eine solche Diskriminierung auffassen würde. Stereotype über farbige Mütter führen laut EEOC vielfach zu einer Überlagerung von Geschlechts- und Rassendiskriminierung. Eine Diskriminierung aufgrund der Betreuung behinderter Personen ist aufgrund des ADA generell unzulässig. Das EEOC wies zudem auf Fälle hin, die als geschlechtsbezogenes Mobbing (harrassment) von Müttern oder Schwangeren durch Vorgesetzte aufgefasst würden.
Das Programm des Präsidenten Barack Obama sah umfangreiche Änderungen im work-life Bereich vor. Sein Programm nannte in diesem Bereich folgende Punkte:
- den Family and Medical Leave Act erweitern, so dass er für Unternehmen ab 25 Angestellten gilt (gegenüber 50 heute) und so dass auch Pflegeurlaub, bis zu 24 Stunden im Jahr Abwesenheit für schulische Aktivitäten und eine Arbeitsfreistellung zur Bewältigung von Situationen von Gewalt in der Familie einbezogen werden,
- alle 50 Staaten dazu ermutigen, Regelungen für eine bezahlte Freistellung von der Arbeit einzuführen,
- die staatliche Unterstützung für nachschulische Betreuung erweitern,
- den Child and Dependent Care Tax Credit ausweiten,
- die Guidelines on Caregiver Discrimination Richtlinien der EEOC umsetzen und
- Unternehmen bei der Einführung von flexiblen Arbeitszeiten und Telearbeit unterstützen.

#### Projekte einzelner Unternehmen
Einzelne Unternehmen haben in den USA bezahlte Elternzeiten eingeführt (etwa Yahoo: 16 Wochen für Mütter und acht Wochen für Väter seit 2013; Apple: 14 Wochen für Mütter und sechs Wochen für Väter; Facebook: vier Wochen für Mütter und Väter; Google: 18 Wochen für Mütter und Väter). Zu einem großen Medienecho führt es, als Netflix 2015 eine voll bezahlte einjährige Elternzeit für seine Mitarbeiter einführte, welche als Teilzeit oder als eine volle oder teilweise Auszeit gestaltet sein kann. Ein ähnlich großes Medienecho hatte zuvor das Angebot einiger Tech-Firmen ausgelöst, ihren Mitarbeiterinnen ein vorsorgliches Einfrieren ihrer unbefruchteten Eizellen (Social Freezing) zu finanzieren.

### Volksrepublik China
In der Volksrepublik China bestehen außerhalb der Metropolen nur wenige außerhäusliche Betreuungsmöglichkeiten für Kinder. Es ist weithin üblich, dass Kinder in den ersten Lebensjahren von ihren Großeltern betreut werden. Die Familie erbringt viele Unterstützungsleistungen, die in anderen Ländern vom Staat gestellt werden.
Im Jahr 2022 beschloss die Regierung umfangreiche Maßnahmen, um nach dem Ende der Ein-Kind-Politik die Geburten zu fördern und die Vereinbarkeit von Familie und Beruf zu verbessern, darunter Bereitstellung preisgünstiger Pflegedienste und Kampagnen zum Aufbau von mehr kostengünstigen Kinderbetreuungseinrichtungen wie Kindertagesstätten und Kindergärten sowie eine Verbesserung des Mutterschaftsurlaubs. Kosten der Betreuung von Säuglingen und Kindern unter drei Jahren sollen steuerlich berücksichtigt werden.
Ende 2023 gab es landesweit 4.77 Millionen Betreuungsplätze für Kleinkinder, somit 3.38 Plätze pro Tausend Einwohner. Die Regierung hat vorgesehen, diese Zahl bis Ende 2025 auf 4.5 pro Tausend Einwohner zu erhöhen.

### Länderübergreifende und vergleichende Darstellungen
- Erwerbsmodelle, Arbeitsteilung und Kinderbetreuung in Paarhaushalten. Einige Aspekte der Vereinbarkeit von Beruf und Familie: Die Schweiz im internationalen Vergleich, BFS aktuell, Bundesamt für Statistik, September 2009
- Legal approaches to some aspects of the reconciliation of work, private and family life in thirty European Countries, www.metiseurope.eu, 2008 (Überblick (franz.), Volltext (engl., PDF))
- Anneli Rüling, Karsten Kassner: Familienpolitik aus der Gleichstellungsperspektive. Ein europäischer Vergleich (PDF; 2,8 MB), hrsg. von der Friedrich-Ebert-Stiftung, Forum Politik und Gesellschaft, Berlin, 2007
- Familienpolitik und Familie in Europa. Literaturbericht, Zentrum für interdisziplinäre Ruhrgebietsforschung der Ruhr-Universität Bochum (ZEFIR), Ministerium für Generationen, Familie, Frauen und Integration des Landes Nordrhein-Westfalen, www.nordrheinwestfalendirekt.de, Februar 2006
- Working time and work–life balance in European companies – Establishment Survey on Working Time 2004–2005, European Foundation for the Improvement of Living and Working Conditions (Zusammenfassung)
- Birgit Pfau-Effinger: Wandel der Geschlechterkultur und Geschlechterpolitiken in konservativen Wohlfahrtsstaaten – Deutschland, Österreich und Schweiz, 2005[allg. 8]
- Vereinbarkeit von Beruf und Familie. Deutschland im europäischen Vergleich, fast4ward, 2004
- Annika Matthes: Von kinderlosen Karrierefrauen, modernen Muttermythen und „Superweibern“. Frauen im Spannungsfeld zwischen Familie und Beruf – ein deutsch-französischer Vergleich. Diplomarbeit im Studiengang „Sprachen, Wirtschafts- und Kulturraumstudien“ der Universität Passau, Dezember 2004 (Kurzversion und Vollversion (PDF; 2,7 MB))
- Robert Fenge und Wolfgang Ochel: Die Vereinbarkeit von Familie und Beruf: Der Schlüssel für eine kinderreichere Gesellschaft. 54. Jahrgang ifo Schnelldienst 12/2001
- Claudia Vogel: Einstellungen zur Frauenerwerbstätigkeit. Ein Vergleich von Westdeutschland, Ostdeutschland und Großbritannien. Potsdamer Beiträge zur Sozialforschung, Bd. 11, 2000 (Volltext)
- Angela Luci: Frauen auf dem Arbeitsmarkt in Deutschland und Frankreich – Warum es Französinnen besser gelingt, Familie und Beruf zu vereinbaren (PDF; 247 kB), Hrsg. von der Friedrich-Ebert-Stiftung, Internationale Politikanalyse, Berlin, 2011.
- Yekaterina Chzhen, Anna Gromada, Gwyther Rees: Are the world’s richest countries family friendly? Policy in the OECD and EU, Unicef, Juni 2019, ISBN 978-92-1-004259-8